# Argentina
Argentina (španělsky  Argentina, [aɾxenˈtina]), plným názvem Argentinská republika (španělsky República Argentina), je stát ležící na jihu Jižní Ameriky s 4984 km dlouhým pobřežím Atlantiku. Na severu hraničí s Bolívií (832 km) a Paraguayí (1880 km), na východě s Brazílií (1224 km) a Uruguayí (579 km) a na západě s Chile (5150 km). Počet obyvatel přesahuje 40 milionů. Hlavním městem je Buenos Aires. Většina obyvatel se hlásí ke katolické církvi a mluví španělsky.
Argentina je se svými 2 780 400 km² osmou největší zemí světa, čtvrtou největší na americkém kontinentu a největší španělskojazyčnou zemí planety. Má druhou největší ekonomiku v Jižní Americe a druhou nejvyšší kvalitu života. Je členem G 20. Spolu s ostatními státy v oblasti vytváří sdružení volného obchodu Mercosur a politické společenství Unie jihoamerických národů, jež mělo být vytvářeno podle vzoru Evropské unie, v posledních letech však uvízlo na mrtvém bodě.
Argentina je prezidentská republika a federální stát rozdělený na 23 provincií a jedno autonomní město, Buenos Aires. Každá provincie má vlastní ústavu. Argentina si činí nárok na část Antarktidy a s Velkou Británií vede dlouhodobý spor o Falklandy (Malvíny) a Jižní Georgii a Jižní Sandwichovy ostrovy.
Území Argentiny bylo kulturně silně ovlivněno španělskou kolonizací, která začala v 16. století, ale i následnými vlnami migrace z Evropy, obzvláště z Itálie. První státní útvar v současných hranicích se nazýval Místokrálovství Río de la Plata, vznikl roku 1776, ale byl stále územím koloniálním. V letech 1810–1818 proběhla válka za nezávislost, v níž Argentinci zvítězili. Následovala však občanská válka, takže nový stát byl ustaven až roku 1861. Následoval prudký rozvoj a na počátku 20. století byla Argentina sedmou nejbohatší zemí světa. Ve 30. letech však přišel hospodářský rozvrat následovaný politickým chaosem. Výsledkem bylo dlouhé období diktátorských režimů vojenského typu, nejznámějším a nejúspěšnějším z těchto diktátorů byl Juan Perón. Jeho ideologie tzv. perónismu se stala významným rysem argentinského politického systému a hlásí se k ní i řada demokratických politiků současnosti. Éra diktátorských vlád, doprovázená řadou násilností (tzv. špinavá válka), skončila roku 1983. Od té doby je Argentina demokracií.

## Název

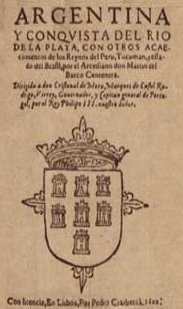
Argentina y conquista del Río de la Plata (1602), epická báseň Martína del Barcy Centenery je nejstarším španělskojazyčným dokladem jména Argentina („Stříbrná“)

Jméno země je vlastně adjektivum odvozené od latinského slova argentum („stříbro“). Má původ v událostech nezdařené výpravy (1515/16) portugalského mořeplavce ve španělských službách Juana Díaze de Solís, který na východním pobřeží Jižní Ameriky objevil ohromný estuár La Mar Dulce („Sladké moře“), kde však byl po přistání s částí posádky zabit domorodci. Zbytek výpravy se rozhodl vrátit do Evropy, ale cestou jedna z lodí ztroskotala na pobřeží dnešní Brazílie. Vůdce skupinky ztroskotanců, Portugalec Alejo García se dokázal spřátelit s místními Indiány a o osm let později (1524) vedl evropsko-indiánskou výpravu za mytickým „Bílým králem“, který podle indiánských pověstí měl sídlit ve „Stříbrných horách“ (španělsky Sierra de la Plata) a oplývat nesmírným množstvím drahých kovů. Garcíova výprava přešla kontinent směrem na západ, v horách narazila na Inckou říši, s jejímiž obránci se střetla a podařilo se jí naloupit stříbrné poklady; byť byl García na zpáteční cestě zabit, pověst i materiální důkazy se donesly k sluchu dalších evropských objevitelů. Tak se v letech 1526–1548 uskutečnilo několik výprav ve snaze najít ty legendární Stříbrné hory, a protože všechny tyto výpravy měly počátek v oblasti La Mar Dulce, bylo tedy přejmenováno na Río de la Plata („Stříbrná řeka“) a kraj okolo něj na Stříbrnou zemi – ačkoliv vytoužená hora plná stříbra byla nakonec (1545) nalezena až v Potosí, na území dnešní Bolívie.
Poprvé je jméno „Stříbrná země“ doloženo v latinském tvaru v 50. letech 16. století jako Terra Argentea; od počátku 17. století se pak objevuje jeho španělský ekvivalent Tierra Argentina, v následujících staletích ovšem psaný s určitým členem jako La Argentina. Po vzniku samostatného státu se od roku 1831 toto adjektivum stalo součástí politického jména (Confederación Argentina, República Argentina), ale teprve v průběhu 1. poloviny 20. století se ustálila i současná krátká podoba jména geografického.

## Dějiny

### Starší dějiny

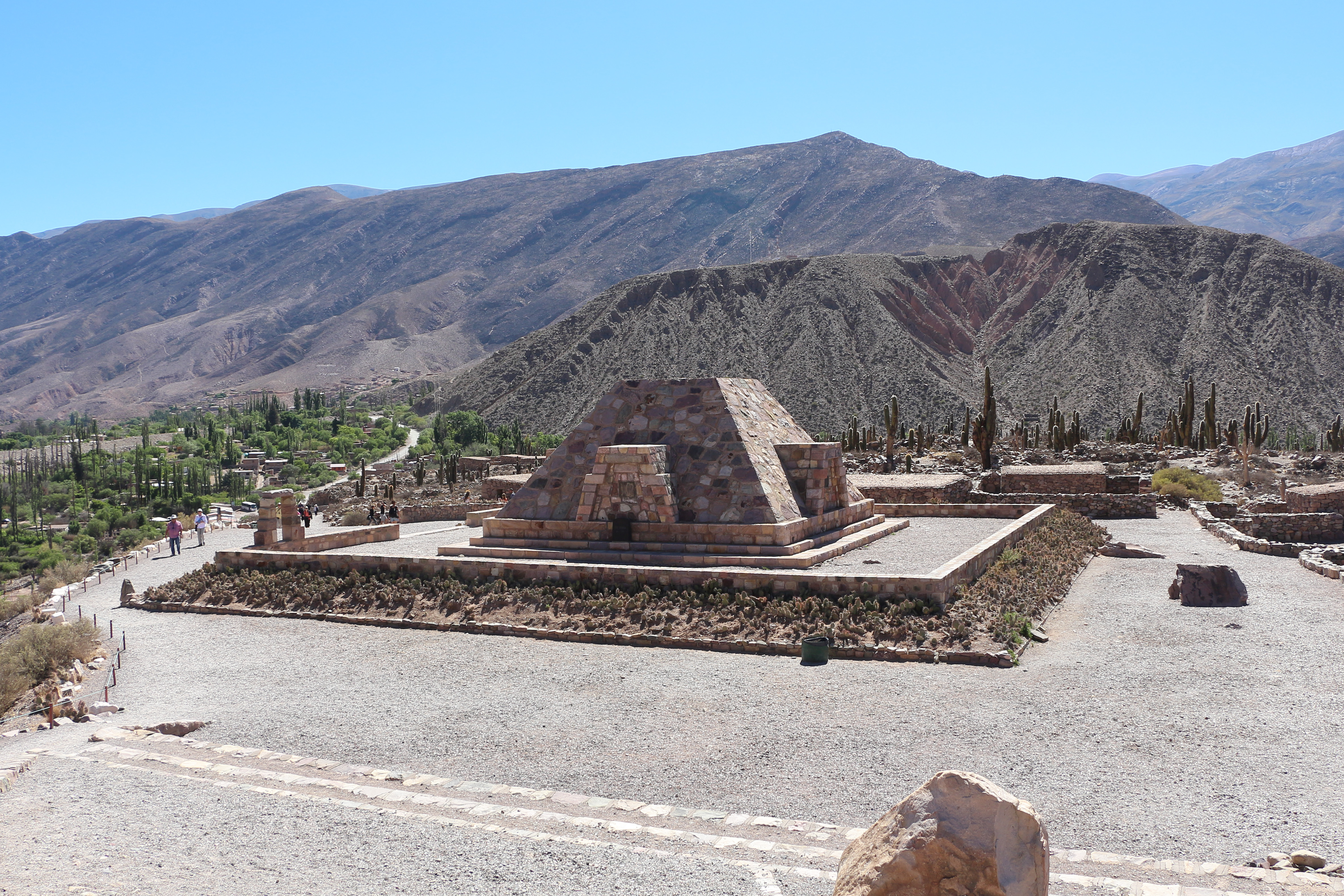
Incké pozůstatky v Pucará de Tilcara

Do Jižní Ameriky se člověk moderního typu dostal patrně již před 30 000 lety, jak ukazují objevy z 20. let 21. století.
Před příchodem Evropanů žily v severozápadní oblasti And významné kulturní národy, které se živily zemědělstvím, žďářily, vyráběly keramiku a obývaly sídliště podobná městům (Čarrúaové, Guaraníové). Vedle nich žily roztroušeny po celém území vyspělé lovecké kmeny jako Puelčové, Teuelčové, Tobové nebo Vičiové. Na jihu přebývala primitivnější společenství sběračů a lovců (Selknamové, Jaganové). Diagutové rozvinuli obchodnickou kulturu. Zejména jimi obývanou oblast na severozápadě dnešní Argentiny obsadili kolem roku 1480 Inkové.
Prvním Evropanem, který přistál u argentinských břehů, byl roku 1502 Amerigo Vespucci. V roce 1516 přistála u ústí La Platy španělsko-portugalská výprava Solísova (viz výše). Proti proudu Río de la Plata se k průzkumu vnitrozemí vydal v letech 1527–29 Sebastiano Caboto, Benátčan ve španělských službách. V roce 1536 Pedro de Mendoza založil malou osadu, kterou nazval Buenos Aires, byla však nadlouho opuštěna v roce 1541. Znovu ji objevil a oživil až Juan de Garay roku 1580. Ten roku 1573 založil rovněž město Santa Fe. Francisco de Aguirre založil v roce 1553 Santiago del Estero. Mendoza byla založena v roce 1561. San Juan o rok později. San Miguel de Tucumán v roce 1565. Roku 1573 Jerónimo Luis de Cabrera založil Córdobu. San Luis bylo založeno v roce 1596.
Nejprve patřilo území Argentiny ke španělskému místokrálovství Peru. Od roku 1536 Španělé kolonizovali území a původní obyvatele Arakuánce a Patagonce téměř vyhubili. Roku 1776 bylo zřízeno místokrálovství Río de la Plata, které zahrnovalo území Argentiny, Bolívie, Paraguaye a Uruguaye. Hlavním městem místokrálovství bylo Buenos Aires.

### Nezávislost

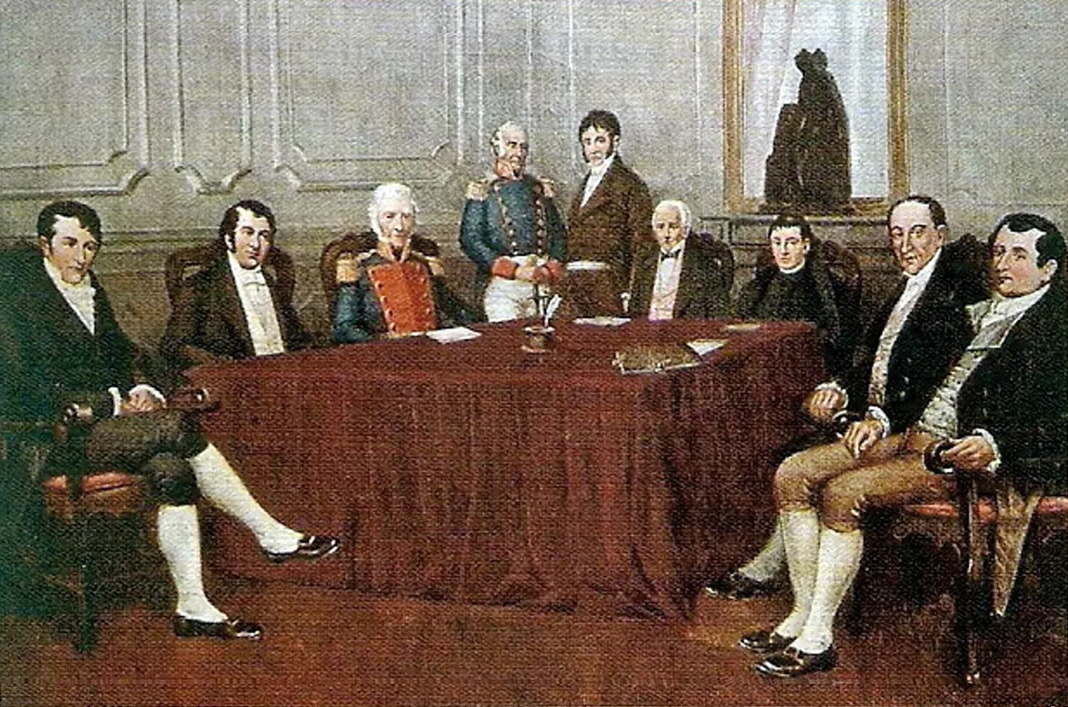
Primera Junta

Hlavní město se v letech 1806 a 1807 neúspěšně pokusili dobýt Britové. Místní Argentinci, vedeni generály jako Cornelio Saavedra nebo Manuel Belgrano, tyto invaze odrazili sami, neboť španělská vojska byla zaneprázdněna napoleonskými válkami. To výrazně přispělo k sebevědomí kolonie a vzniku moderního argentinského nacionalismu. Brzy přišly i požadavky na samostatnost. Dosazení Josefa Bonaparta na španělský trůn se stalo záminkou k sesazení místokrále (tzv. Květnová revoluce; Revolución de Mayo). Moci se 25. května ujala místní vláda (tzv. Primera Junta). Tento den je dnes v Argentině slaven jako Den nezávislosti. Začala jím také argentinská válka za nezávislost. 9. července 1816 kongres v Tucumánu přijal Deklaraci nezávislosti. Vznikl tak nový stát s republikánským zřízením zvaný zpočátku Spojené provincie Río de la Plata. Válka však pokračovala ještě dva roky. Úspěch na bojišti zajistili zejména generál Belgrano a José de San Martín.
Roku 1819 byla přijata centralistická ústava, která byla brzy zrušena federalisty. Spor mezi centralisty a federalisty byl pak ústřední zápletkou raných dějin státu, podobně jako u většiny dalších postkoloniálních jihoamerických států. Občanská válka mezi centralisty a federalisty trvala až do roku 1831, kdy federalisté zvítězili a byla vyhlášena Argentinská konfederace. Do jejího čela se postavil caudillo Juan Manuel de Rosas. Ten byl roku 1852 svržen jiným caudillem Justo José de Urquizou. Jako nový prezident Konfederace Urquiza schválil roku 1853 novou ústavu. Ta se nelíbila nejdůležitější provincii konfederace, která se odtrhla a vznikl samostatný stát Buenos Aires (tzv. zářijová revoluce). Stát Buenos Aires pak vyhlásil válku zbytku Konfederace a roku 1861 porazil pod vedením Bartolomé Mitreho Urquizovy konfederační síly v bitvě u Pavónu. Vítězství Buenos Aires vedlo k zániku Konfederace, znovusjednocení země pod vládou liberálů z hlavního města a větší centralizaci.

### Zlatý věk

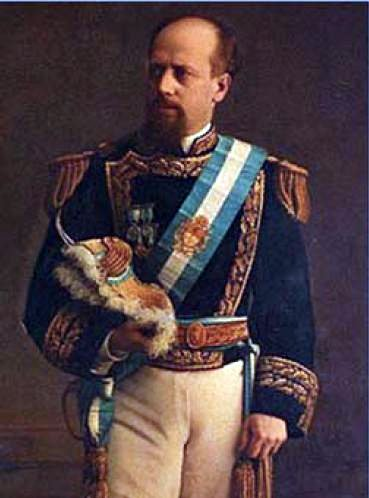
Julio Argentino Roca, otec argentinského zlatého věku

Mitre se stal novým prezidentem, prosazoval zejména liberální politiku. Vlády Mitreho (1862–1868) a jeho dvou nástupců Dominga Faustina Sarmienty (1868–1874) a Nicoláse Avellanedy (1874–1880) položily základy moderního argentinského státu.
Argentina se zúčastnila po boku Brazílie a Uruguaye paraguayské války, při níž v roce 1870 zabrala region Misiones a část regionu Chaco.
Od 80. let 19. století, počínaje vládou Julia Argentino Rocy (1880–1886, 1898–1904), začaly argentinské vlády masivně podporovat přistěhovalectví do země, nejvíce na kontinentu po Spojených státech. To vedlo k přerodu argentinské společnosti a ekonomiky. V letech 1870 až 1910 vzrostla argentinská populace pětinásobně a ekonomika patnáctinásobně. Argentina se zařadila mezi pět největších světových vývozců, zejména pšenice. Díky novému veřejnému, povinnému, bezplatnému a sekulárnímu vzdělávacímu systému se gramotnost rychle zvýšila z 22 % na 65 %, tedy na úroveň, jakou dosáhla většina latinskoamerických národů až o padesát let později.  Argentina se v roce 1908 stala sedmou nejbohatší zemí na světě (po Švýcarsku, Novém Zélandu, Austrálii, Spojených státech, Spojeném království a Belgii). Argentinský příjem na hlavu byl na konci 19. století o 70 % vyšší než v Itálii, o 90 % vyšší než ve Španělsku, o 180 % vyšší než v Japonsku a o 400 % vyšší než v Brazílii. Konec 19. a začátek 20. století je tak někdy nazýván zlatým věkem Argentiny.
Mezi léty 1878 až 1884 došlo k tzv. dobytí pouště. Pomocí provokování neustálých konfrontací s domorodci si argentinská vláda přivlastňovala domorodá území, čímž se argentinské území ztrojnásobilo. V roce 1880 byla přičleněna Patagonie.
V roce 1912 prezident Roque Sáenz Peña uzákonil všeobecné volební právo (pro muže). To dostalo k moci Hipólito Yrigoyena a jeho Radikální občanskou unii, se socialistickými prvky v programu (dodnes je tato strana součástí argentinského politického systému a reprezentuje sociálnědemokratický proud). Yrigoyen prosadil řadu sociálních reforem, rozšířil pomoc malým farmám a podnikům a zvolil neutralitu Argentiny v první světové válce. V roce 1930 byl zbaven moci armádou vedenou José Félixem Uriburu. Zlaté časy Argentiny tím definitivně skončily.

### Peronismus

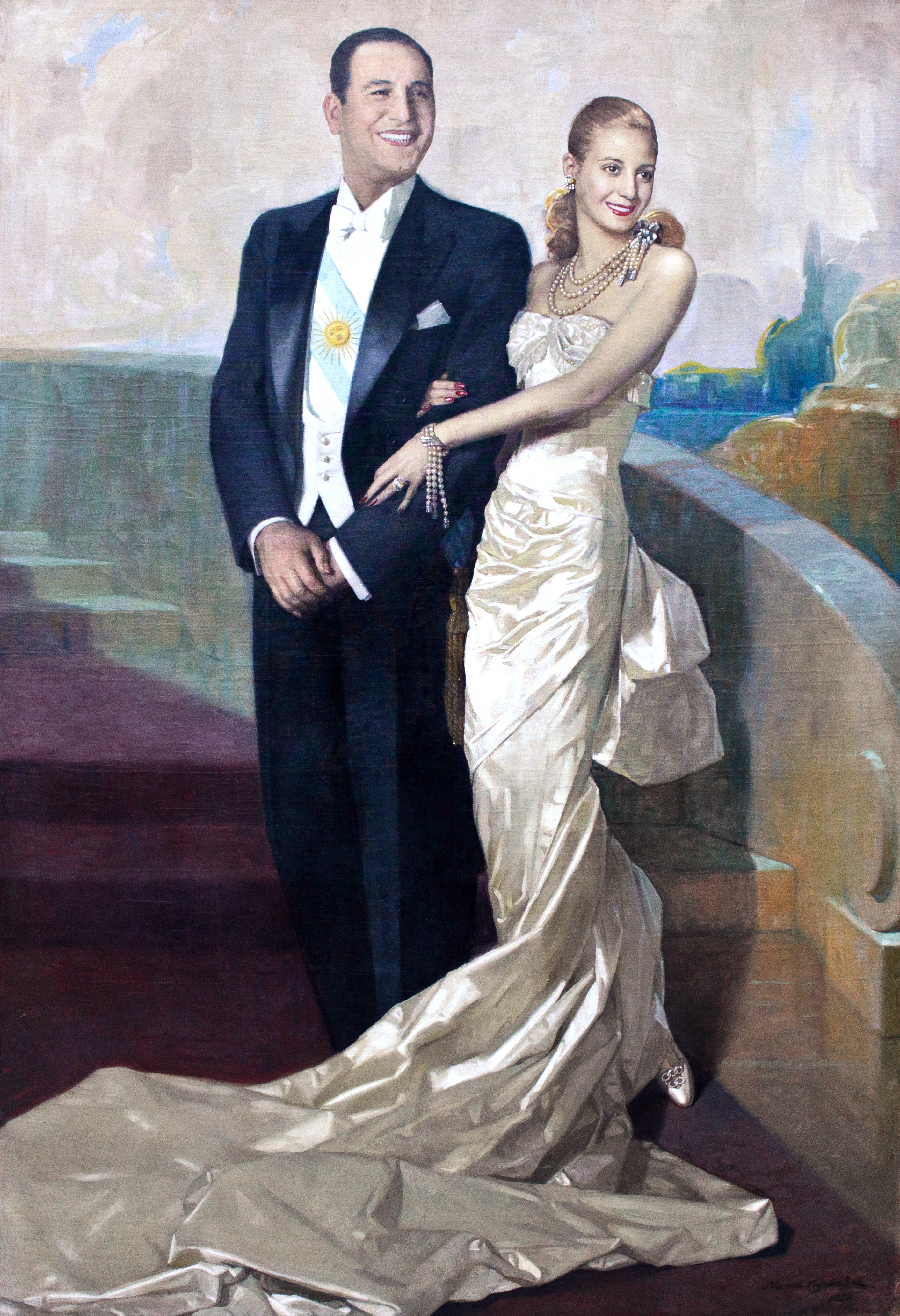
Juan Perón se svou manželkou a „ministryní pro styk s veřejností“, Evou na oficiálním portrétu, 1948.

Velkou hospodářskou krizí na konci 20. let 20. století skončila doba velkého rozkvětu argentinské ekonomiky. V následujících letech převzali vládu konzervativní vlastníci půdy a vojenské kruhy a v čele státu se střídaly civilní vlády s vojenskými. Argentina zůstala neutrální během druhé světové války. Pod tlakem Spojených států později mocnostem Osy válku vyhlásila, ovšem až 27. března 1945, zhruba měsíc před koncem války. Po porážce Třetí říše uteklo do Argentiny mnoho nacistických pohlavárů, např. Adolf Eichmann nebo Josef Mengele.
Během diktatury Arturo Rawsona byl sekretářem vládního odboru práce (budoucího ministerstva) jmenován relativně neznámý vojenský plukovník Juan Perón. Rychle se mu podařilo vyšplhat po politickém žebříčku a v roce 1944 byl jmenován ministrem obrany. Konkurenční frakce v armádě a konzervativním táboře ho vnímaly jako politickou hrozbu. Byl proto donucen v roce 1945 rezignovat a o několik dní později byl zatčen. Brzy byl ale propuštěn pod rostoucím tlakem své strany a několika spojeneckých odborů. Záhy, roku 1946, se stal prezidentem za labouristy, po jejich drtivém vítězství ve volbách v roce 1946. Perón stranu později přejmenoval na Justicialistickou a učinil z ní nejmocnější a nejvlivnější stranu v argentinské historii, která se však brzy rozštěpila na pravicovou a levicovou frakci, jež spolu zápasily.
Perón byl označován za reformistu, ale i populistu. Za sociálního demagoga i sympatizanta k fašismu. Po něm získala jméno politika peronismu, která se v praxi projevovala rozsáhlým znárodňováním, podporou odborů, snahou o zlepšení sociálního postavení a rozšíření politických práv dělníků i nejchudších venkovanů, protekcionismem, posilováním prezidentské autority a antiklerikalismem (v roce 1955 argentinskou vládu exkomunikoval papež Pius XII.). Perón také roku 1947 prosadil volební právo pro ženy. Všichni političtí oponenti či potenciální rivalové však byli vystaveni hrozbám, fyzickému násilí a obtěžování. Ze škol nechal Perón vyhodit 2000 profesorů a studentů. Ovládl všechny odborové svazy, a když se někdo vzepřel, jako odborový vůdce Cipriano Reyes, byl zatčen a mučen.
Perón zastával úřad prezidenta republiky pro funkční období 1946–1952 a 1952–1958. Nicméně sílící bouře a neúspěchy ekonomiky, které jeho vládu v padesátých letech provázely, nakonec vedly k tomu, že se na pozvání generála Franka roku 1955 uchýlil do madridského exilu. Následně čelila Argentina stupňující se politické krizi, provázené vojenskými puči a vlnou terorismu. Chaos vrcholil v roce 1970. Nakonec se Juan Domingo Perón vrátil z exilu a stal se roku 1973 potřetí prezidentem Argentiny, kteréžto funkční období ukončila hned následujícího roku jeho smrt.

### Vojenská diktatura

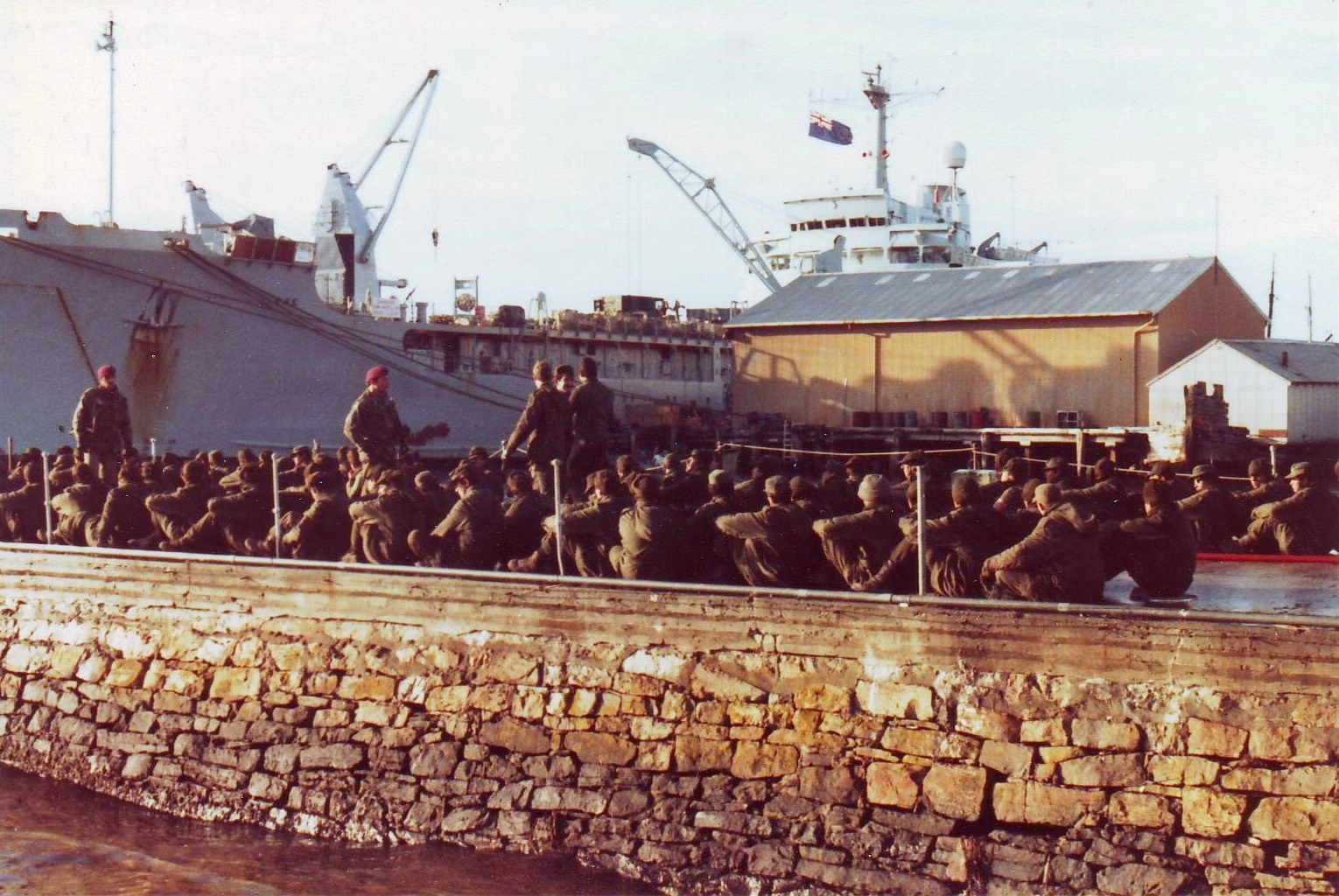
Argentinští zajatci ve válce o Falklandy

Po Perónově smrti svrhly 23. března 1976 vojenské kruhy vládu formálně vedenou jeho manželkou Isabelitou Maríou Estelou (faktickou moc měl v rukou José López Rega). Okamžitě poté zahájily tzv. špinavou válku (Guerra Sucia) proti svým odpůrcům; reagovaly tak na vzestup politického násilí, ke kterému výrazně přispěly ozbrojené formace peronistické levice – tzv. Montoneros.
Vojenská junta, za podpory USA (ministr zahraničí Henry Kissinger) a s počátečním souhlasem vlivné katolické církve, zahájila proces tzv. národní reorganizace (Proceso de Reorganización Nacional), často zvaný jen Proceso, jehož cílem bylo argentinskou společnost kombinací neoliberálních ekonomických reforem a brutální represe atomizovat a depolitizovat. Během vlády vojenské junty a tzv. operace Kondor zmizely beze stopy tisíce občanů.
Vláda vojenské junty se ovšem potýkala se špatnou vnitropolitickou i ekonomickou situací. Aby odvrátila pozornost od vnitřních problémů a upevnila své postavení, zahájila válku o Falklandy, Argentinci nazývané Malvíny. Vláda se domnívala, že vítězství, které by jí pomohlo upevnit pozici v zemi, bude rychlé. Neočekávala výraznější reakci ze strany Británie kvůli malému, Británii značně vzdálenému území. Britská premiérka Margaret Thatcherová však na útok Argentiny zareagovala nekompromisním protiútokem, který pohřbil myšlenku rychlého a snadného vítězství Argentiny. Porážka v této krátké válce s Velkou Británií o falklandské souostroví v dubnu 1982 jen uspíšila pád vojenské junty.

### Obnovení demokracie

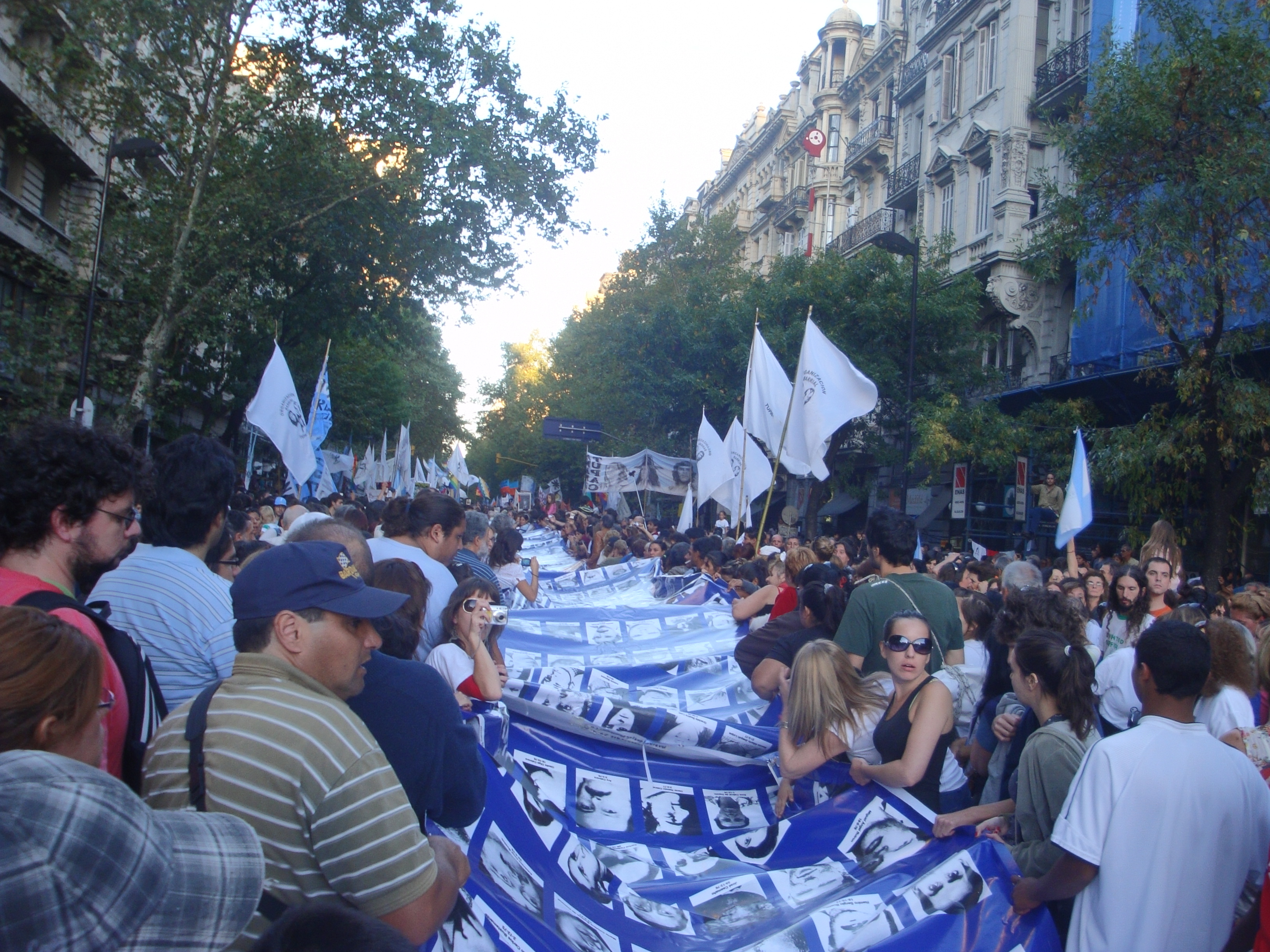
Argentinci si v roce 2011 připomínají oběti vojenské junty

V říjnu 1983 se po dlouhé době opět konaly svobodné prezidentské volby, jejichž vítězem se stal civilista a odpůrce junty Raúl Alfonsín. Během demokratizačního procesu se dostávaly na světlo mocenské prostředky vojenské vlády: mučení, vraždy, masové popravy, tzv. lety smrti (vuelos de la muerte – shazování živých lidí z vojenských letadel do Atlantiku) a strategie mizení lidí (tzv. desaparecidos), kterým podle oficiální zprávy o porušování lidských práv za vojenské diktatury Nuncá más („Nikdy víc“) padlo za oběť kolem 30 000 Argentinců. Jen samotné „lety smrti“ si vyžádaly 4000 obětí. Několik hlavních představitelů vojenského režimu bylo v roce 1985 odsouzeno k dlouholetému vězení. Prezident Alfonsín byl nakonec pod tlakem armády nucen dvěma spornými zákony (Punto final a Ley de obediencia débita) vyšetřování zločinů vojenského režimu výrazně omezit. Také jeho nástupce, peronista Carlos Menem omilostnil řadu odsouzených důstojníků. Znovu stíhání zločinů uvedl do pohybu prezident Néstor Kirchner, někdejší stoupenec peronistické levice (vládl v letech 2003–2007), a pokračovala v něm i prezidentka Cristina Fernández de Kirchner (mezi roky 2007 a 2015).

### Krize a Kirchnerovi

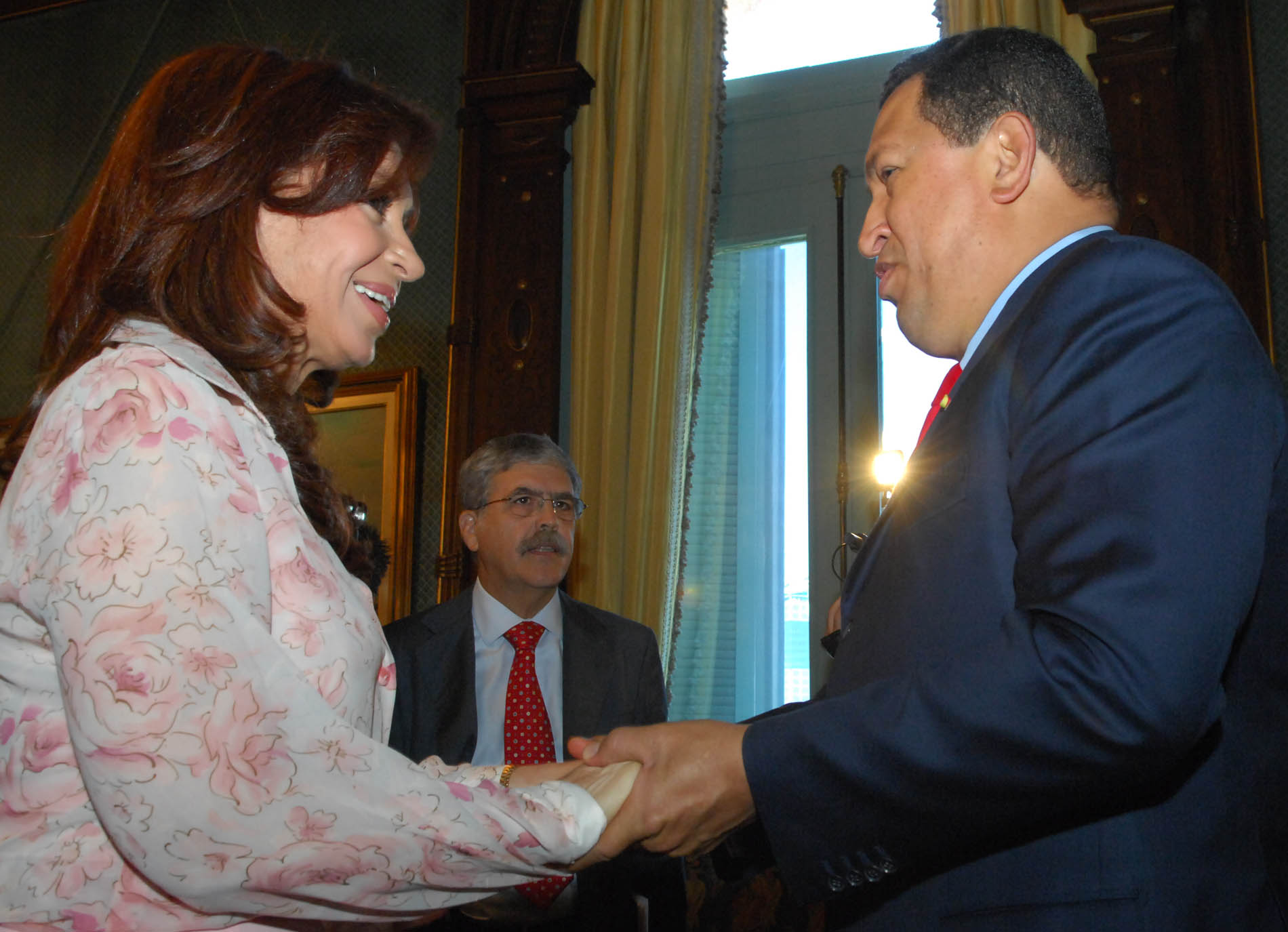
Cristina Fernández de Kirchner se svým oblíbencem Hugo Chávezem

Menem přišel v 90. letech s typickými reformami této éry: redukce státní správy, snížení inflace, pevný směnný kurz, obchodní deregulace, privatizace a odstraňování protekcionistických bariér. Dosáhly jistých úspěchů, ale nakonec vyústily v souvislosti s ekonomickou krizí v některých zemích Latinské Ameriky a Asie v hlubokou finanční krizi, k níž přispělo odhalení několika korupčních afér i rostoucí nezaměstnanost, a která zapříčinila dvouletou politickou nestabilitu (v letech 2001–2003 se v úřadu vystřídali čtyři prezidenti). Krizi ukončil nástup Kirchnera, který vsadil na neokeynesiánskou hospodářskou politiku. Dosáhl fiskálních přebytků a rychlého růstu HDP. Splatil též státní dluhy u Mezinárodního měnového fondu. Na jeho politiku se snažila navázat jeho manželka Cristina, ale neúspěšně. Co naopak reálně navázala byly dobré vztahy se zeměmi s pochybnými výsledky v oblasti lidských práv, včetně Venezuely, Íránu a Kuby. Naopak vztahy se Spojenými státy učinila velmi napjaté. Také v ekonomické oblasti přestal kirchnerismus fungovat. Vzrostla inflace a rozpočty začaly být deficitní. To vedlo ke zvolení středopravicového kandidáta Mauricia Macriho v roce 2015. Macri se stal prvním demokraticky zvoleným neperonistickým prezidentem od roku 1916, kterému se podařilo dokončit své funkční období, aniž by byl svržen. Pokus o zotavení ekonomiky však nevyšel. Inflace dosáhla 240 procent a po rozpočtových škrtech přišel i dramatický nárůst chudoby. K moci se tak vrátili v roce 2019 peronisté, konkrétně Alberto Fernández (s Cristinou de Kirchner jako viceprezidentkou).

## Státní symboly

### Vlajka
Argentinská vlajka je tvořena listem o poměru stran 5:8 nebo 9:14 se třemi vodorovnými pruhy: bledě modrým, bílým a bledě modrým. Ve středu bílého pruhu je umístěno žluté slunce s 32 paprsky 

### Znak
Argentinský státní znak je tvořen modrobílým oválem, na kterém jsou spojené ruce, za nimi tyč s červenou frygickou čapkou. Ovál je lemován vavřínovým věncem, převázaný v dolní části modrou stuhou. Nad oválem (za věncem) je zlaté Slunce.

### Hymna
Argentinská hymna je část (první sloka, refrén a poslední sloka) monumentální písně Himno Nacional Argentino (česky Argentinská národní hymna). Autorem hudby je Blas Parera, slova napsal Vicente López y Planes.

## Geografie

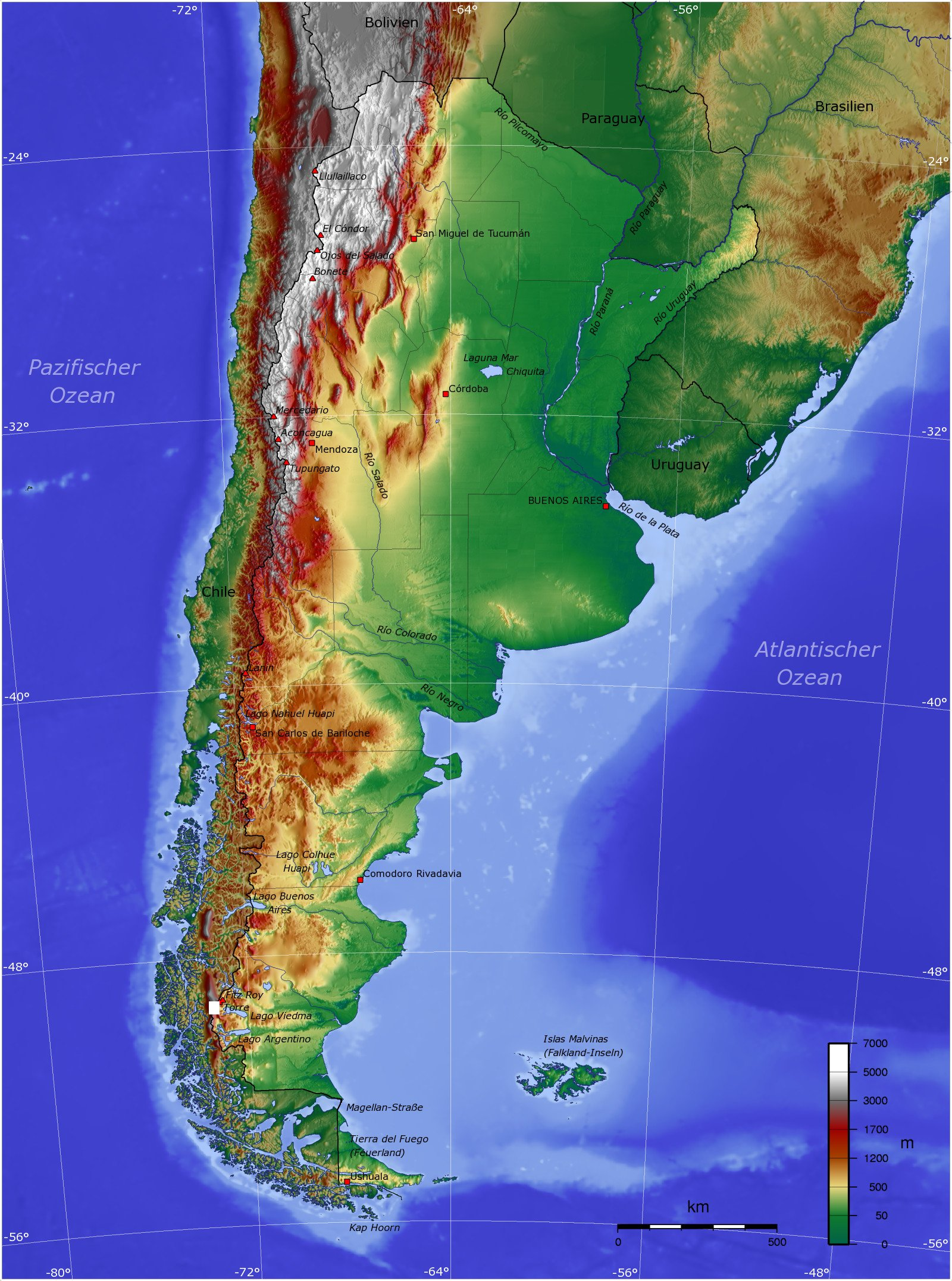
Topografická mapa

Argentina je součástí regionu Cono Sur. Zemi lze rozdělit zhruba do tří částí: úrodné pampy v severní polovině země, roviny Patagonie táhnoucí se od jižní poloviny až k Ohňové zemi (Tierra de Fuego) a horské masivy And na západě na hranicích s Chile. Nejvyšší hora And a celé západní polokoule, Aconcagua, leží právě v Argentině (6961 m n. m.). Pozoruhodné je, že okolní vrcholy převyšuje o 1000 metrů. Do severních provincií Salta, Formosa, Chaco, Santiago del Estero a Santa Fé zasahuje z Paraguaye rozsáhlá planina Gran Chaco. Argentina si formálně nárokuje i část území Antarktidy (tzv. Argentinská Antarktida) a několik souostroví v jižním Atlantiku, kde panuje arktické a subarktické podnebí. Území Argentiny je z 10,7 % pokryto lesními porosty, zemědělská půda zaujímá 53 % rozlohy státu.
Mezi hlavní řeky patří Paraguay, Bermejo, Colorado, Uruguay a největší řeka Paraná. Klima je na většině území mírné.
Největšími argentinskými městy jsou Buenos Aires (3 043 400, s aglomerací, tzv. Gran Buenos Aires, 11 miliónů), Córdoba (1 208 700), Rosario (1 119 000), Mendoza (773 100), La Plata (643 000).
Extrémní rozdíly:
- Nejnižší bod: Gran Bajo de San Julián −105 m n. m.[52]
- Nejvyšší bod: Aconcagua 6961 m n. m.[52]

Argentina patří k zemím s největší biologickou diverzitou na světě. Jejích 375 druhů savců, které ji obývají, ji řadí na 12. místo na světě. 1038 zaznamenaných druhů ptáků na místo čtrnácté. 338 druhů plazů na 16. místo. Pampa, typická argentinská krajina, nemá příliš stromů, ale specifické složení půdy v ní, s hlubokou organickou vrstvou, z Argentiny činí jednu z nejúrodnějších zemí na světě. Argentina má 35 národních parků.

## Politika

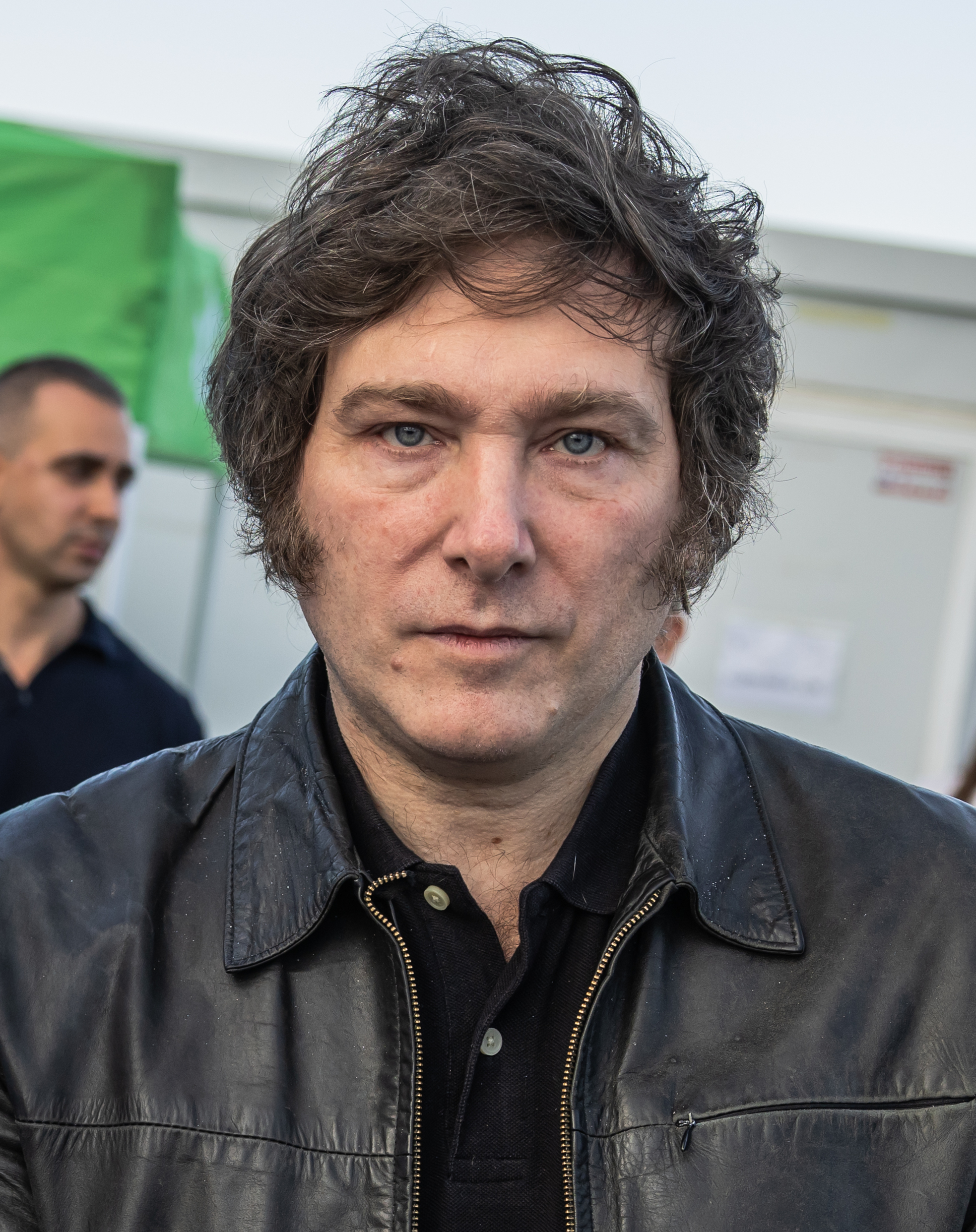
Prezident Javier Milei (foto z roku 2022)

Argentinská ústava z roku 1853, revidovaná roku 1994, rozděluje moc na výkonnou, zákonodárnou a soudní, a to na národní a regionální úrovni. Prezident a viceprezident jsou voleni přímo na dobu 4 let. Oba mohou být zvoleni pouze na dvě po sobě následující volební období. Prezident jmenuje vládu, je tak zároveň předsedou vlády. Dodatkem ústavy z roku 1994 byla nově zřízena funkce předsedy kabinetu ministrů (Jefe de Gabinete de Ministros de la Nación Argentina), který je jmenován prezidentem, ale není předsedou vlády a může být odvolán vyslovením nedůvěry absolutní většinou v obou komorách parlamentu.
Argentinský parlament má dvě komory: Sněmovnu poslanců s 257 členy a senát se 72 členy. Od roku 2001 jsou senátoři voleni přímo, za každou provincii tři. Volební období senátorů trvá 6 let. Jedna třetina senátu je obměňována každé 2 roky. Sněmovna poslanců je volena přímo na 4 roky poměrným systémem. Každé dva roky je obměňována polovina sněmovny.
Od prosince 2023 je prezidentem Javier Milei, opírající se o koalici stran La Libertad Avanza.
V letech 1930 až 1976 ozbrojené síly v Argentině svrhly šest vlád a v zemi se střídala období demokracie (1912–1930, 1946–1955 a 1973–1976) s obdobími omezené demokracie a vojenské vlády. Po roce 1983 byla v Argentině obnovena plná demokracie. Ač čelí řadě potíží, bývá hodnocena jako robustnější než v jiných latinskoamerických zemích.

### Administrativní rozdělení

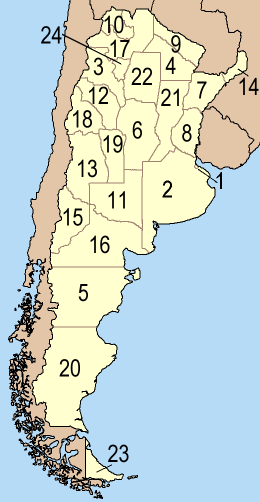
Správní členění

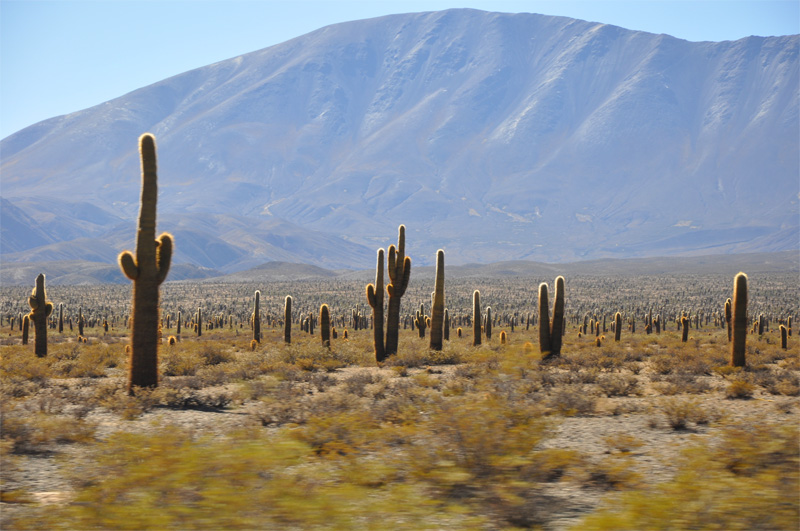
Provincie Salta na severozápadě Argentiny

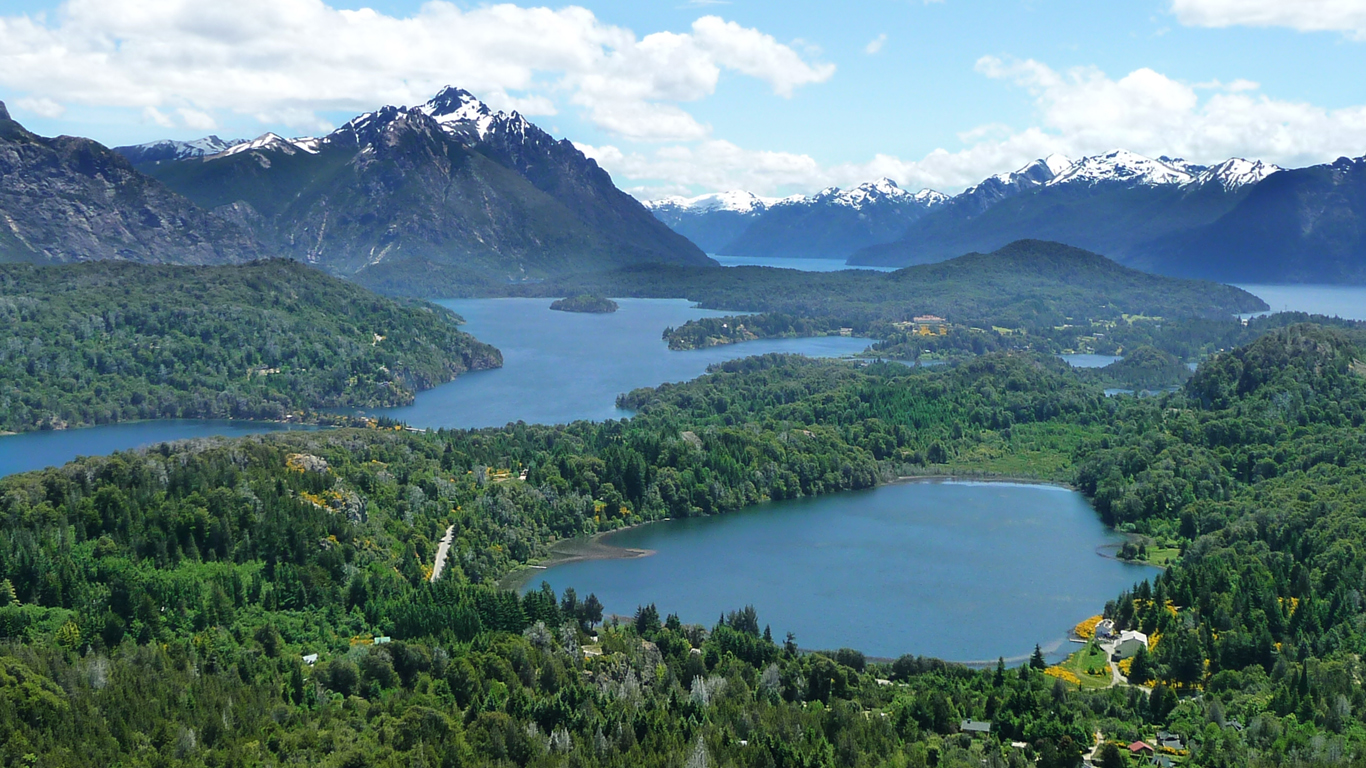
Patagonské Andy v provincii Río Negro

23 provincií (provincia, pl. provincias) a 1 federální distrikt (Ciudad Autónoma de Buenos Aires):
|    | Provincie                        | Hlavní město          | Plocha (km²) |
| -- | -------------------------------- | --------------------- | ------------ |
| 1  | Buenos Aires, federální distrikt | Buenos Aires          | 200          |
| 2  | Buenos Aires                     | La Plata              | 307 804      |
| 3  | Catamarca                        | Catamarca             | 99 818       |
| 4  | Chaco                            | Resistencia           | 99 633       |
| 5  | Chubut                           | Rawson                | 224 686      |
| 6  | Córdoba                          | Córdoba               | 168 766      |
| 7  | Corrientes                       | Corrientes            | 88 199       |
| 8  | Entre Ríos                       | Paraná                | 76 216       |
| 9  | Formosa                          | Formosa               | 72 066       |
| 10 | Jujuy                            | San Salvador de J.    | 53 219       |
| 11 | La Pampa                         | Santa Rosa            | 143 400      |
| 12 | La Rioja                         | La Rioja              | 92 331       |
| 13 | Mendoza                          | Mendoza               | 150 839      |
| 14 | Misiones                         | Posadas               | 29 801       |
| 15 | Neuquén                          | Neuquén               | 94 078       |
| 16 | Río Negro                        | Viedma                | 203 013      |
| 17 | Salta                            | Salta                 | 154 775      |
| 18 | San Juan                         | San Juan              | 86 137       |
| 19 | San Luis                         | San Luis              | 76 748       |
| 20 | Santa Cruz                       | Río Gallegos          | 243 943      |
| 21 | Santa Fe                         | Santa Fe              | 133 007      |
| 22 | Santiago del Estero              | Santiago del Estero   | 135 254      |
| 23 | Ohňová země                      | Ushuaia               | 20 912       |
| 24 | Tucumán                          | San Miguel de Tucumán | 22 524       |

## Ekonomika
Argentina využívá velkého přírodního bohatství, hodně gramotné populace, hospodářství zaměřeného na vývoz a diverzifikovaného průmyslu.
Od 70. let si země vytvořila velké dluhy a mezi lety 1989 a 1991 vzrostla inflace někdy až na 200 % za měsíc. V rámci boje s ekonomickou krizí se vláda vydala na cestu liberalizace obchodu, deregulace a privatizace. V roce 1991 zavedla radikální peněžní reformy, které spojily peso s americkým dolarem.
Počáteční úspěchy v omezení inflace a nastolení růstu HDP vystřídalo opětovné zhoršení situace od roku 1999 kvůli ekonomickým krizím v Mexiku, Asii, Rusku a Brazílii. Vláda zvyšovala daně a snižovala výdaje rozpočtu, aby omezovala deficit.
Ekonomická situace se dále zhoršovala v roce 2001. Pokusy vlády o nulový deficit, stabilizaci bankovního systému a nastolení ekonomického růstu se ukázaly nedostačujícími. 21. prosince byl prezident De La Rua zbaven moci po nepokojích střední třídy; sněmovna zvolila Eduarda Duhaldeho za dočasnou hlavu státu. Duhalde se setkal se zástupci MMF, aby vyjednal další půjčku 20 miliard dolarů, ale ta nestačila. Spojení pesa s dolarem bylo opuštěno v lednu 2002 a v únoru se kurz pesa vzdálil od dolaru.
23. prosince 2001 vyhlásil prozatímní prezident moratorium na dluhy. V letech 2010 až 2012 se odehrávají spory Argentiny s Mezinárodním měnovým fondem, jejichž poslední fáze dostala název Válka dvou Kristýn (podle prezidentky Cristiny Kirchner a šéfky MMF Christine Lagarde). Jde o spor o monetární suverenitu Argentiny a o souboj keynesiánského a neoliberálního přístupu.
V letech 2010–2011 činil HDP Argentiny v přepočtu na kupní sílu na hlavu 17 660 USD, což ji stavělo přibližně na úroveň Chorvatska, Litvy nebo Lotyšska.

### Energetika a jaderný program

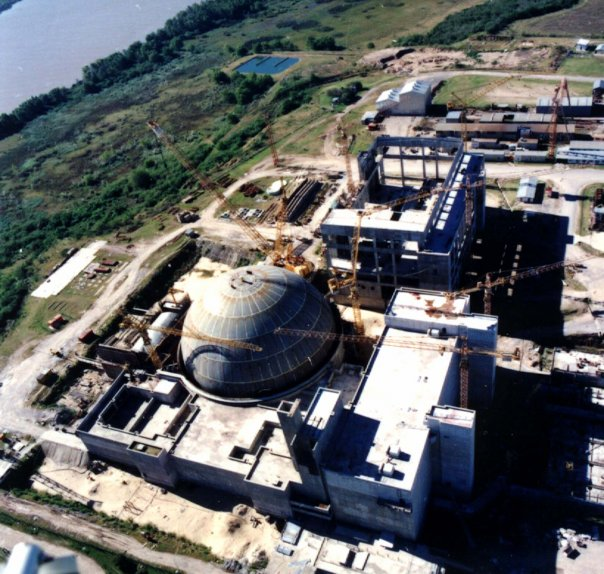
Jaderná elektrárna Atucha byla první v latinské Americe.

Argentina disponuje ze všech států Jižní Ameriky nejrozvinutějším jaderným programem. Vývoj jaderných technologií navíc probíhá bez výrazné podpory zahraničních subjektů, vlastní koncept velkého reaktoru ovšem Argentina nemá. První výzkumný reaktor byl spuštěn v roce 1957 a první komerční reaktor (elektrárna Atucha I) následoval v roce 1974. Jedná se o těžkovodní reaktor (PHWR) od korporace Siemens. Embalse, druhá jaderná elektrárna je vybavena těžkovodním reaktorem (PHWR) kanadské společnosti CANDU. Navíc byly argentinské jaderné technologie využity v jiných zemích – například v Peru, Alžírsku a Egyptě. Argentina se vzdala možnosti vyrábět jaderné zbraně, přestože již od roku 1983 disponuje potřebnými technologiemi. Argentina je členem Rady guvernérů Mezinárodní organizace pro atomovou energii (MAAE).
V poslední době se argentinský jaderný výzkum specializuje na nízkokapacitní reaktory. Tato technologie není v jiných zemích příliš rozvíjena. Pouze USA mají podobný program, ovšem Argentina je výrazně napřed a tak v případě úspěchu může ovládnout značnou část trhu. V roce 2011 byly zahájeny práce na demonstračním projektu CAREM. Tento reaktor měl výkon 25 MW a původně (od roku 1980) byl vyvíjen pro jaderné ponorky. Palivem je uran obohacený na 3,4 % a reaktor pracuje na tlakovodním principu (PWR). Velký důraz je kladen na využití pasivních bezpečnostních prvků.
Demonstrační elektrárna bude stát na severu země v provincii Formosa. Časem se má výkon systému zvýšit na 300 MW. Předpokládaná cena prototypu je asi 350 milionů dolarů, u případných sériových výrobků se zřejmě sníží na 200 milionů.

## Obyvatelstvo

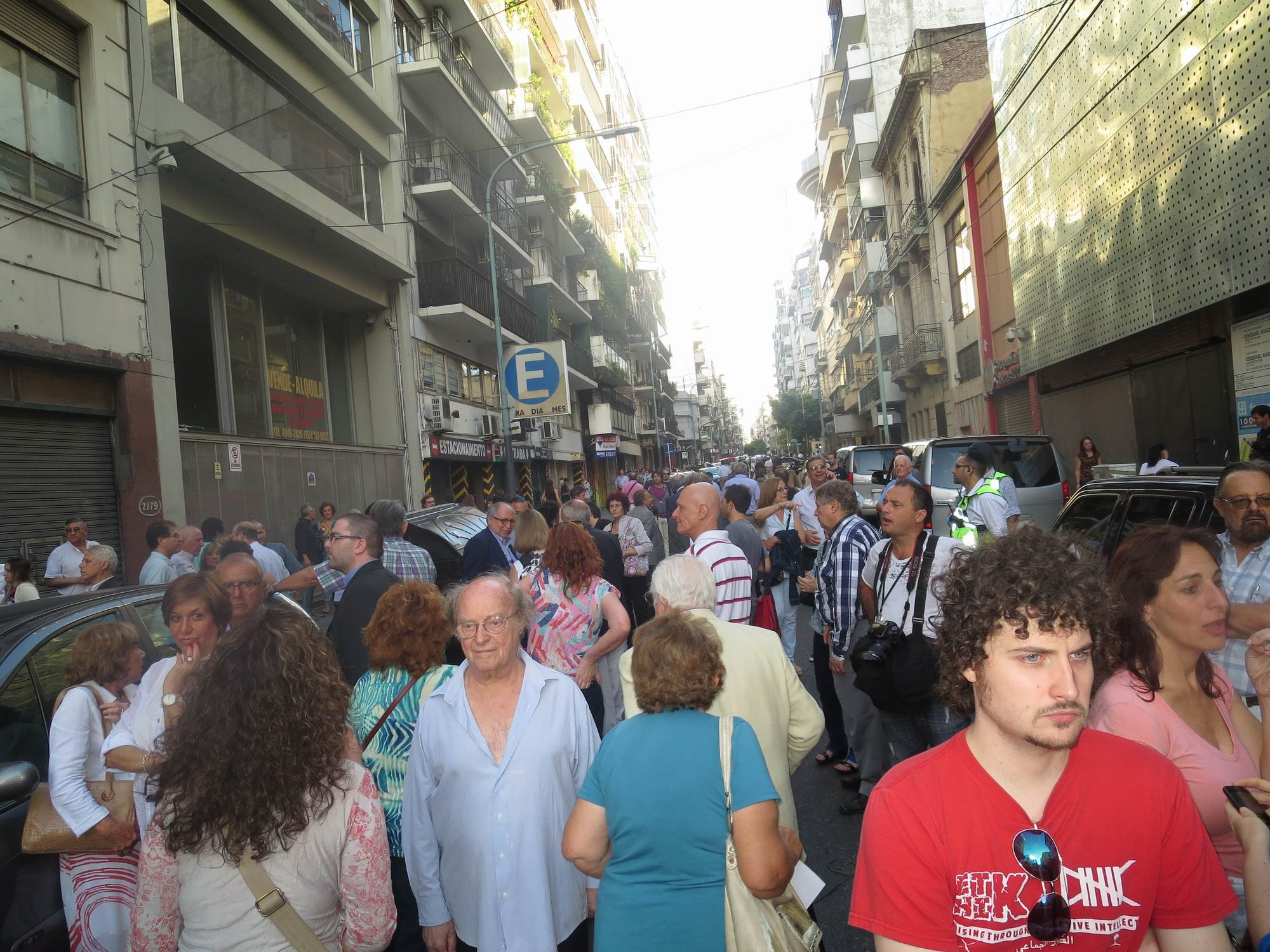
Většina Argentinců je evropského původu

Argentina měla podle sčítání v roce 2001 asi 36 260 130 obyvatel; to odpovídá hustotě asi 13 obyvatel/km². Podle sčítání z roku 2010 to bylo 40 091 359 obyvatel.
Přibližně 87 % obyvatel žije ve městech s více než 2 000 obyvateli, z čehož 11,5 milionu připadá na aglomeraci Gran Buenos Aires, která má hustotu obyvatelstva asi 2 989 obyvatel/km².
Město a celá provincie Buenos Aires mají celkem 16,6 milionu, provincie Córdoba a Santa Fe každá asi 3 miliony obyvatel, čili v těchto třech, v centrální části země ležících provinciích, žije více než 60 % obyvatel země.
Zbývající, vzdálenější části země jsou osídleny naproti tomu velmi řídce, především na suchém jihu, kde připadají na kilometr čtvereční pouze asi tři obyvatelé.

### Etnografie
Stejně jako v jiných nově osídlených oblastech, jako je například USA, Kanada, Austrálie, Nový Zéland, Brazílie a Uruguay se má za to, že je Argentina zemí přistěhovalců. V průběhu 18. a zejména 19. století byla Argentina zemí s druhou největší imigrační vlnou na světě, s 6,6 miliony, po USA (množství přistěhovalců asi 27 milionů) a před zeměmi jako je Kanada, Brazílie a Austrálie.
Pozoruhodné je, že se v té době populace každé dvě desetiletí zdvojnásobila. Tento názor přežil ve rčení Los Argentinos descienden de los Barcos (Argentinci pocházejí z lodí). Proto většina Argentinců pochází z velké imigrační vlny do Argentiny z let 1850 až 1955) a velká většina těchto přistěhovalců pochází z různých evropských zemí. Většina z nich přišla z Itálie a Španělska. Většina Argentinců pochází z několika evropských etnických skupin. Převažuje italská většina (55 % Argentinců má italský původ), následuje španělská menšina. Odhaduje se, že asi 17 % populace má francouzský původ, a asi 8 % německý.

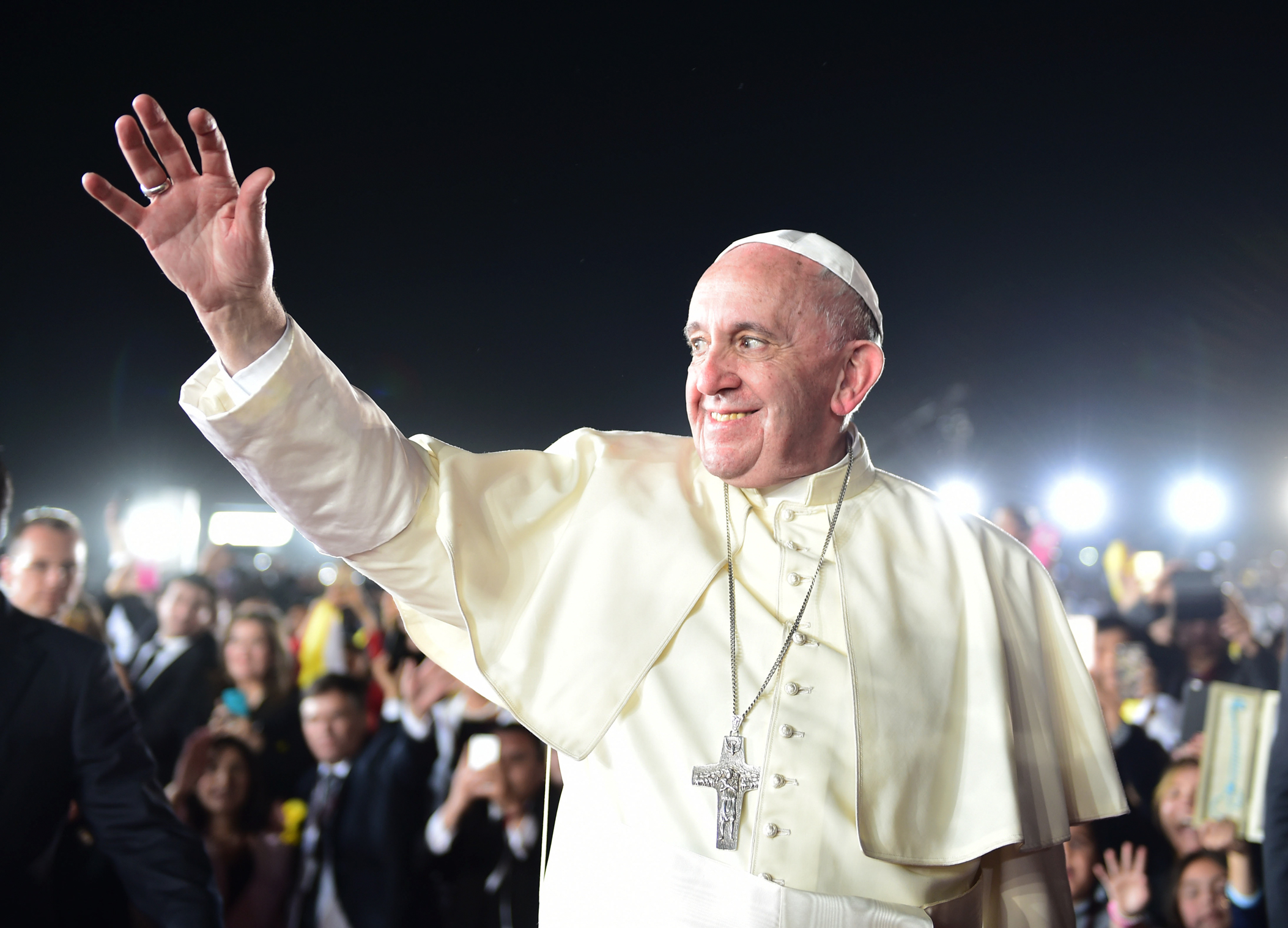
Papež František se narodil a vyrostl v Argentině v rodině italských imigrantů

Argentina je také domovem pro významnou populaci Arabů či lidí s částečným arabským původem, většinou ze Sýrie a Libanonu (v Argentině jsou považovány za bělochy, podobně jako při sčítání lidu v USA). Asijská populace tvoří zhruba 180 000 lidí, z nichž je většina čínského a korejského původu. Dále tu existuje významná japonská komunita, jejíž původ sahá do počátku 20. století.
Studie provedená argentinským genetikem Danielem Corachech na 218 jedincích v roce 2010 zjistila, že se genetická mapa Argentinců skládá ze 79 % z různých Evropanů, především italského a španělského původu, 18 % z různých domorodých etnik a 4,3 % z afrických etnických skupin. 63,6 % lidí z testované skupiny mělo přinejmenším jednoho domorodého předka.

### Náboženství
Přes 90 % obyvatel se hlásí ke křesťanství, které je také státním náboženstvím.
Z toho 93 % katolíci, vč. východních katolíků:
1) arménští katolíci: Eparchie sv. Řehoře z Nareku v Buenos Aires, vznikla 1989, 2015 – 16 600 věřících, 2014 – 16 350, 2010 i 2000 – 16 000,
2) maronité: Eparchie sv. Šarbela v Buenos Aires, vznikla 1990, 2015 – 720 000 věřících, počet narůstá – 2014 – 713 000, 2010 i 2000 – 700 000,
3) řeckokatolíci-melchité: Apoštolský exarchát v A., Cordoba, vznikl 2002, 2015 – 310 700 věřících, počet narůstá, 2014 – 305 400, 2010 – 300 000.
Další 1 % jsou protestanti. Dále jsou tam i další křesťané arabského původu, vč. pravoslavných. Z křesťanské rodiny syrsko-arménského původu pochází i bývalý prezident Carlos Saúl Menem. Minoritu, asi 2%, tvoří muslimové.

## Kultura

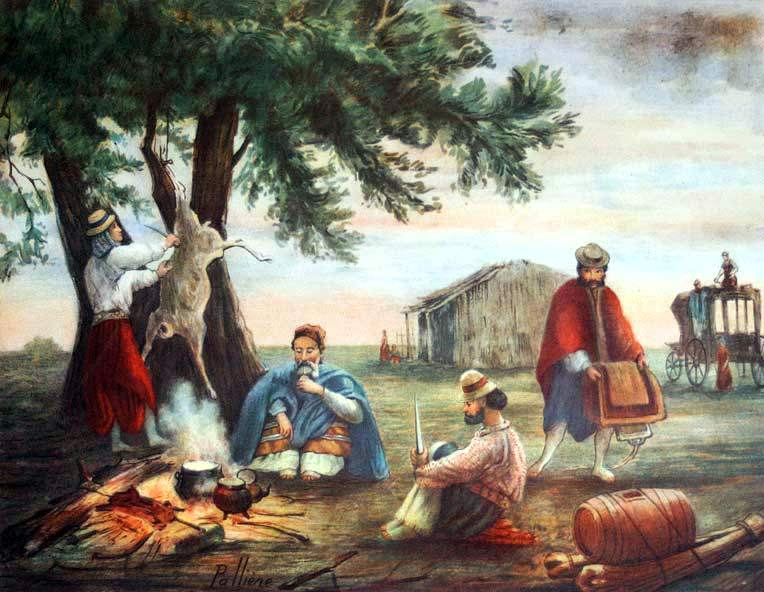
Obraz ze života gaučů v pampě v 19. století

Argentinská kultura je poznamenána mnohonárodnostním a multikulturním charakterem obyvatel, silnými projevy synkretismu a kladného hodnocení pokroku a modernity. Je typická též dvojím pocitem sounáležitosti: s evropskou i latinskoamerickou kulturou. Mexický básník Octavio Paz jednou v nadsázce řekl, že „Argentinci jsou Italové, kteří mluví španělsky a myslí si, že jsou Francouzi“.

### Literatura

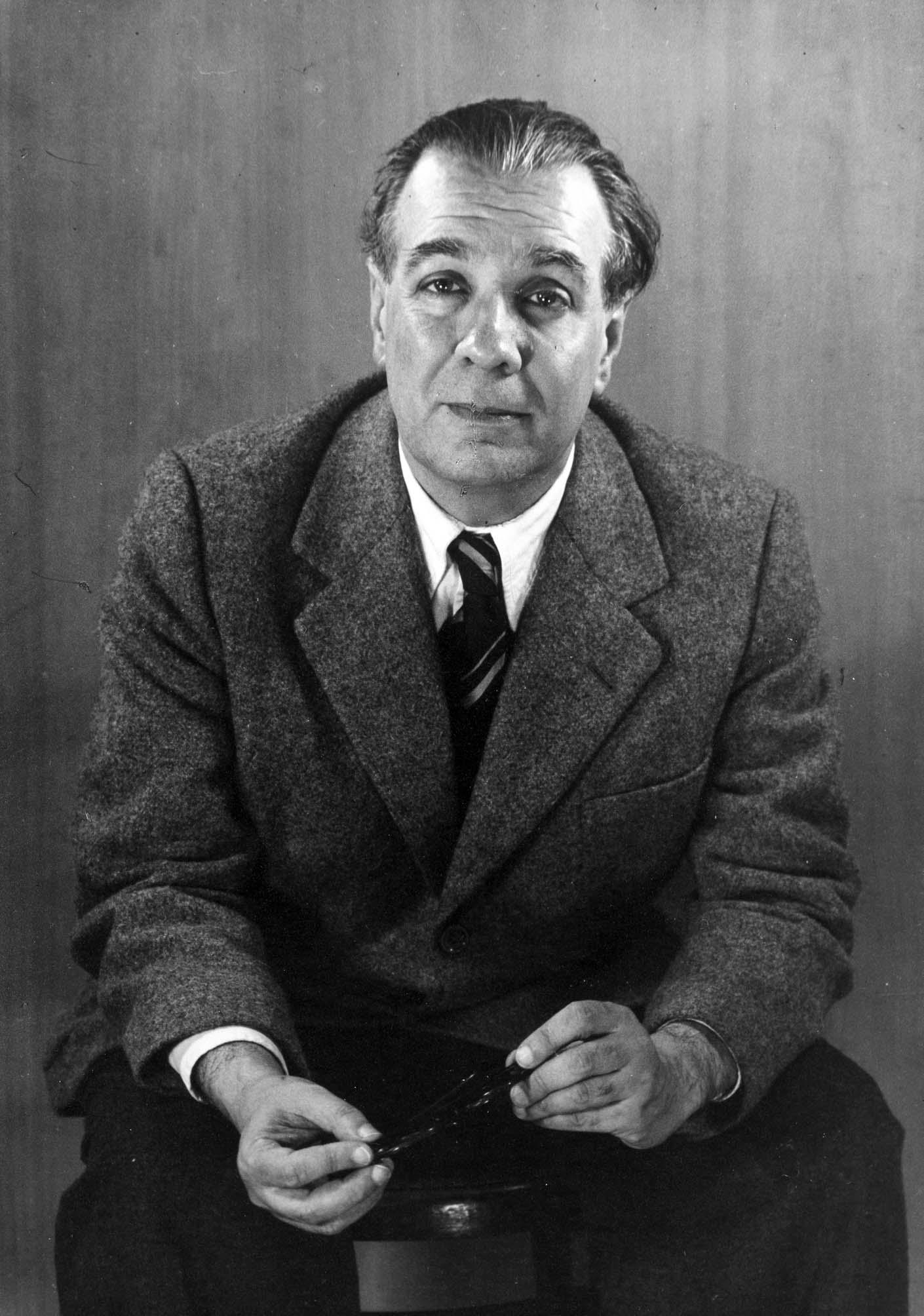
Jorge Luis Borges

### Hudba

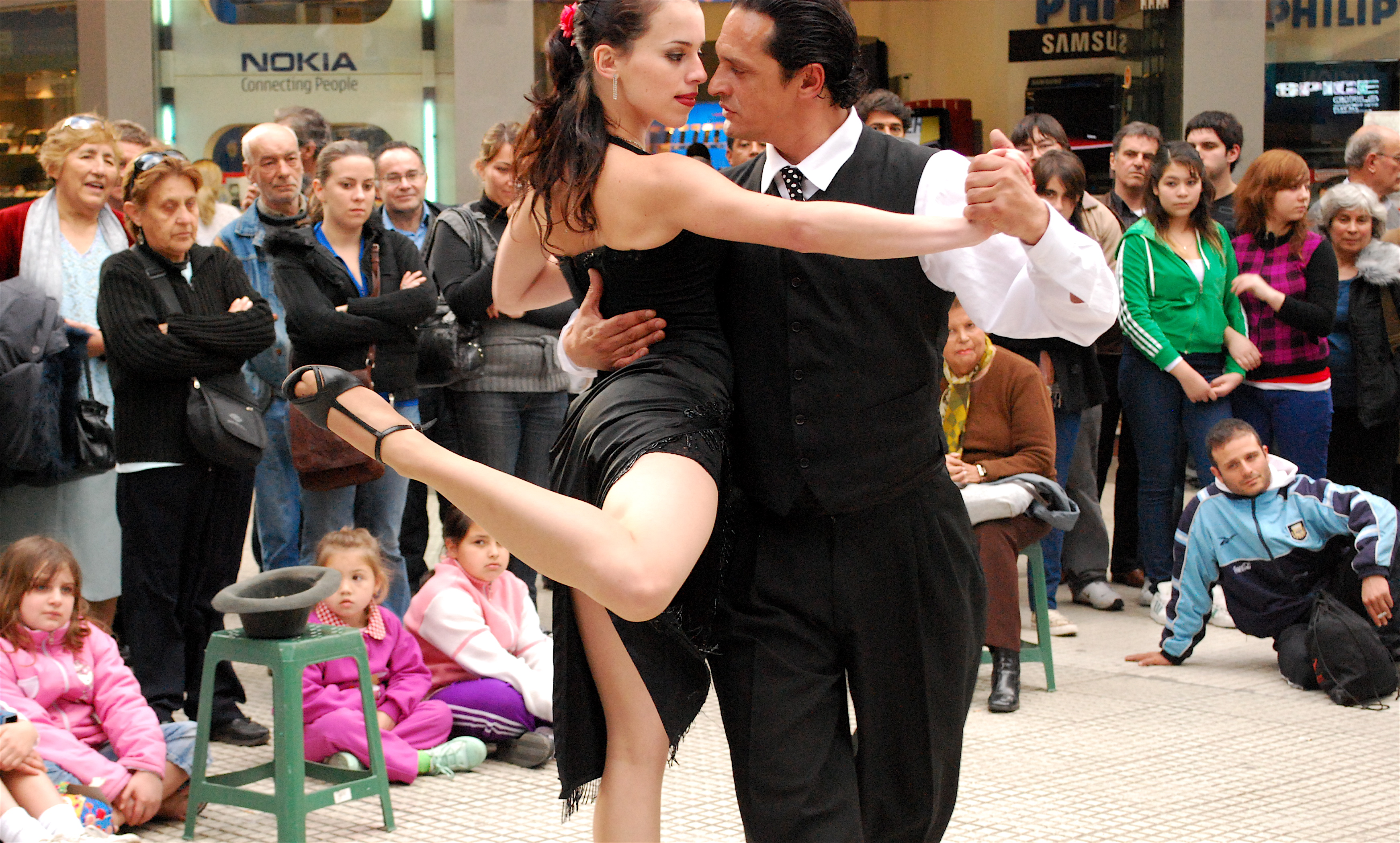
Argentinský pár tančí tango

Hudební skladatel Gustavo Santaolalla získal Oscara za hudbu k filmům Zkrocená hora a Babel. Luis Bacalov získal stejné ocenění roku 1996. Lalo Schifrin je autorem proslulého hudebního motivu ze seriálu Mission: Impossible. O originální spojení divadla a hudby se pokoušel Mauricio Kagel. K významným klasickým skladatelům patří i Alberto Ginastera, Ariel Ramírez či Erich Kleiber.
Slavnou klavíristkou se stala Martha Argerichová, dirigentem pak Daniel Barenboim. Na poli jazzové hudby se prosadil Gato Barbieri, ve folku Facundo Cabral, Mercedes Sosa či Atahualpa Yupanqui, v rocku Gustavo Cerati, v opeře tenor José Cura.
Nejznámějším argentinským tancem je pravděpodobně tango. Je to taneční a hudební styl, který se zrodil na předměstí Buenos Aires, je silně spojen s Argentinou a Uruguayí, nejvíce však s argentinským hlavním městem. Titul krále tanga je připisován Carlosi Gardelovi. Mistry tanga jsou také Ástor Piazzolla, Aníbal Troilo nebo Osvaldo Pugliese. Tzv. elektrotango přinesla skupina Gotan Project. Argentinský folklor se sbírá většinou z oblastí ve vnitrozemí. Z folklóru vycházejí styly jako zambas, cuecas, chacarerar, chamarritas, chamamés nebo malambo.

### Vizuální umění

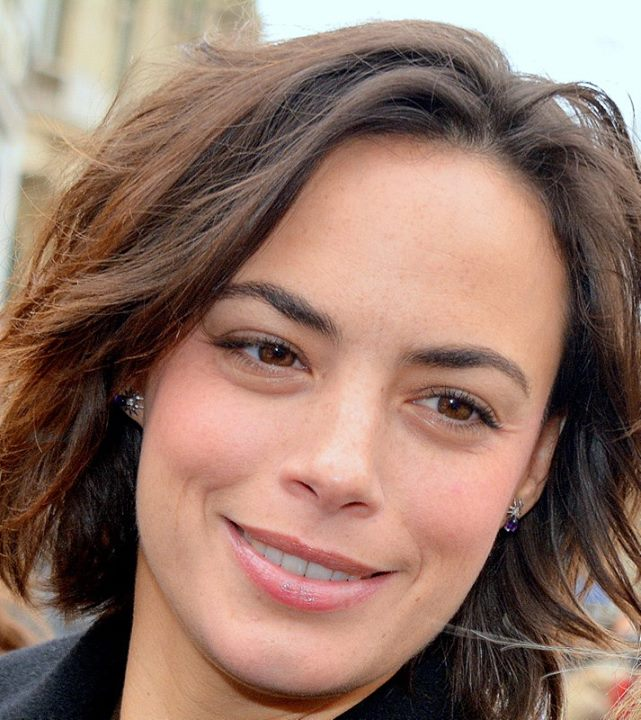
Bérénice Bejová

Malířka Leonor Finiová přispěla k rozvoji surrealismu. K němu nějaký čas náležel i Antonio Berni. Proslulým kreslířem a karikaturistou byl Quino, který se proslavil komiksem Mafalda. Významným avantgardním sochařem byl Lucio Fontana.
Architekt César Pelli se proslavil výškovými stavbami, jako jsou Petronas Towers v Kuala Lumpur, nebo Carnegie Hall Tower v New Yorku.
Velkým filmovým provokatérem je režisér Gaspar Noé, na festivalech jsou ceněny filmy Lucrecie Martelové. Argentina si odnesla dva Oscary za nejlepší cizojazyčný film, roku 1985 ho získal režisér Luis Puenzo, v roce 2009 Juan José Campanella. K hereckým hvězdám latinské Ameriky patřila v minulosti Libertad Lamarqueová či Norma Aleandrová, v současnosti například Martina Stoesselová nebo Bérénice Bejová, držitelka Césara za rok 2012 a ceny pro nejlepší herečku na festivalu v Cannes roku 2013.

### Kuchyně

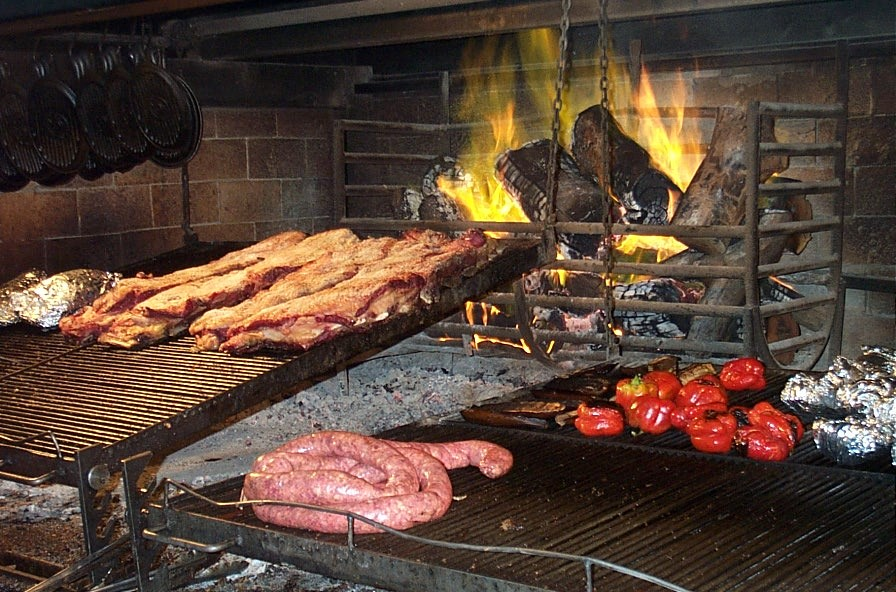
Grilování asado

Mezi základní pilíře argentinské kuchyně patří hovězí maso a ryby. Argentinci spotřebují nejvíce červeného masa na světě. Mezi jeho populární úpravy patří grilování, zejména jeho specifická argentinská verze zvaná asado.
K nejoblíbenějším jídlům patří steak, plněné taštičky empanada, omáčka z jemně nasekané petrželky, mletého česneku, olivového oleje, oregana a z červeného vinného octa zvaná chimichurri nebo řízku podobná milanesa.
Argentina je rozmanitá země, takže některé oblasti se vyznačují gastronomickými specifiky. Tradiční kuchyní kmene Guaraní je ovlivněna zejména oblast Argentinského meziříčí. Typickým jídlem zde je chipá, chléb z manioku a sýra. V Patagonii je místní specialitou zase curanto, kotlík z masa a mořských plodů, připravovaný na horkém kameni.
Rozvinuté je argentinské vinařství, mezi nejpěstovanější odrůdy vína patří Syrah a Malbec. Specifickým argentinským nápojem je maté, obsahuje kofein a vyrábí se z lístků cesmíny paraguayské.
K oblíbeným dezertům patří dulce de leche, alfajor nebo sopaipilla.

### Sport

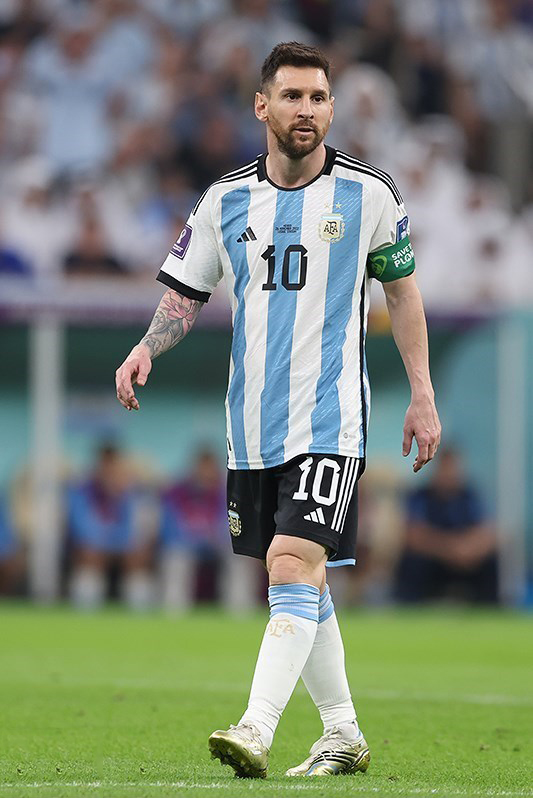
Fotbalista Lionel Messi na Mistrovství světa v roce 2022

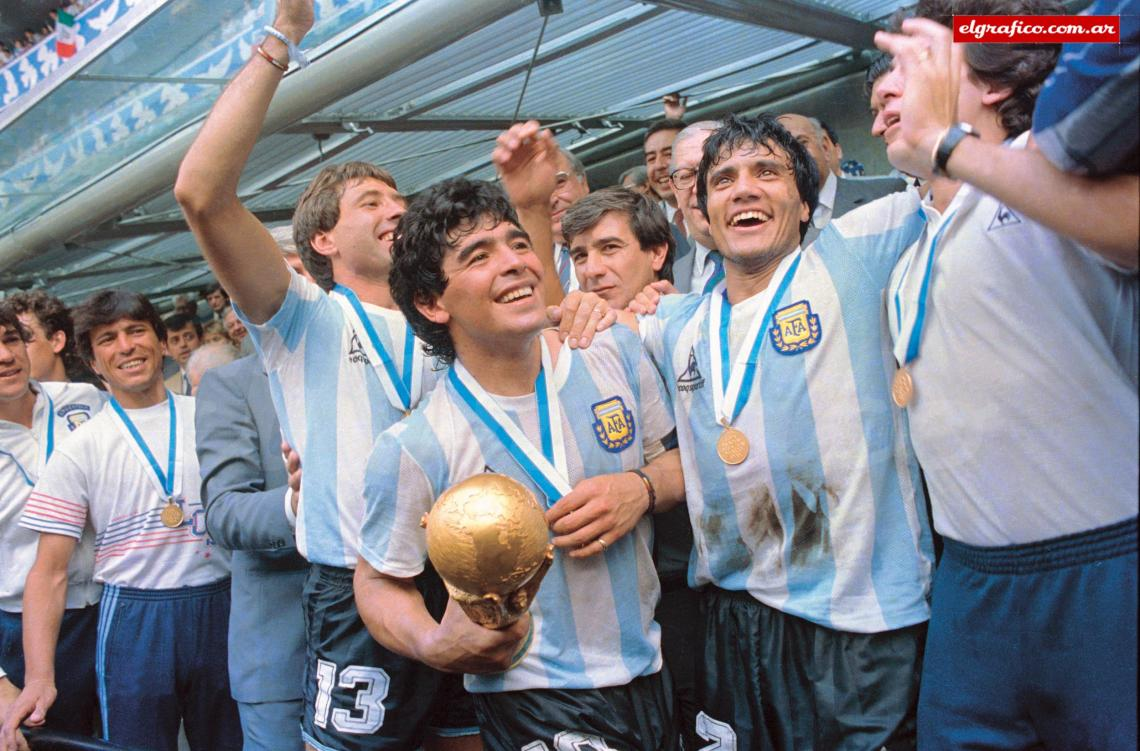
Argentinští fotbalisté slaví titul mistra světa v roce 1986

Samotní Argentinci za svůj národní sport považují pro Evropany celkem neznámé pato (v doslovném překladu „kachna“). Hrají dvě mužstva jezdců na koních, často mezi sousedními ranči, a vítězí družstvo, které dopraví svoji kachnu do soupeřova sídla. V roce 1941 byla založena argentinská federace tohoto sportu, v roce 1953 pak byl prohlášen za sport národní.
Největší popularitě se ovšem těší fotbal. Argentinská fotbalová reprezentace se zúčastnila osmnácti z jednadvaceti fotbalových světových mistrovství, třikrát jej dokonce vyhrála, v roce 1978 na domácí půdě, roku 1986 v Mexiku - s pověstným Maradonovým gólem rukou, kterým vyřadila Anglii a roku 2022 v Kataru. Kromě toho třikrát došla do finále (1930 v Uruguayi, 1990 v Itálii a 2014 v Brazílii). Dvakrát také Argentinci kralovali fotbalovému turnaji olympijských her (2004 v Aténách, 2008 v Pekingu) a celkem šestnáctkrát ovládli turnaj Copa América (1921, 1925, 1927, 1929, 1937, 1941, 1945, 1946, 1947, 1955, 1957, 1959, 1991, 1993, 2021, 2024). Za nejlepší argentinské fotbalisty historie jsou považováni nejlepší střelec argentinské ligy všech dob Ángel Labruna, brankář-inovátor Amadeo Carrizo, držitelé Zlatého míče Alfredo di Stéfano a Omar Sivori, brankář mistrů světa z roku 1978 Ubaldo Fillol, nejlepší střelec mistrovství světa roku 1978 Mario Kempes, čtyřnásobný vítěz Poháru osvoboditelů Ricardo Bochini, hlavní tahoun týmu světových šampionů z roku 1986 Diego Armando Maradona, dvojnásobný mistr světa Daniel Passarella, Gabriel Batistuta, Hernán Crespo, trojnásobný fotbalista roku Jižní Ameriky Carlos Tévez, Javier Zanetti a v posledních letech Sergio Agüero, Ángel Di María a především Lionel Messi, jedna z největších hvězd dějin sportu: čtyřnásobný vítěz Ligy mistrů UEFA, vicemistr světa z roku 2014, mistr světa z roku 2022, olympijský vítěz z roku 2008, osmkrát vyhlášen nejlepším fotbalistou světa, nejlepší střelec argentinské reprezentace a španělské ligy v historii, druhý nejlepší střelec Ligy mistrů. Nezřídka bývá označován za nejlepšího fotbalistu všech dob.
Více než třicet argentinských boxerů již dosáhlo na světové tituly, mimoto získali dalších sedm zlatých olympijských medailí, sedm stříbrných a deset bronzových. Carlos Monzón držel titul profesionálního mistra světa ve střední váze sedm let. Luciana Aymarová vyhrála osmkrát anketu o nejlepší pozemní hokejistku světa, což je rekord. Do síně slávy Mezinárodní volejbalové federace byl uveden Hugo Conte.
Svou bohatou minulost má v Argentině také basketbal, vždyť se Argentinci stali v roce 1950 i mistry světa. V 60. a 70. letech však popularita košíkové upadala. Zašlou slávu jí vrátilo až založení Národní ligy (Liga Nacional de Básquet) v roce 1984. Dalším impulsem byl první argentinský basketbalista v NBA, Manu Ginóbili. Kromě titulu mistrů světa se jihoamerická země může pochlubit finálovou účastí na MS 2002 v Indianapolis, čtvrtým místem z Japonska 2006 a zlatou medailí z athénské olympiády, která je ceněna nejvýše. Oscar Furlong a Ricardo González jsou členy síně slávy Mezinárodní basketbalové federace.

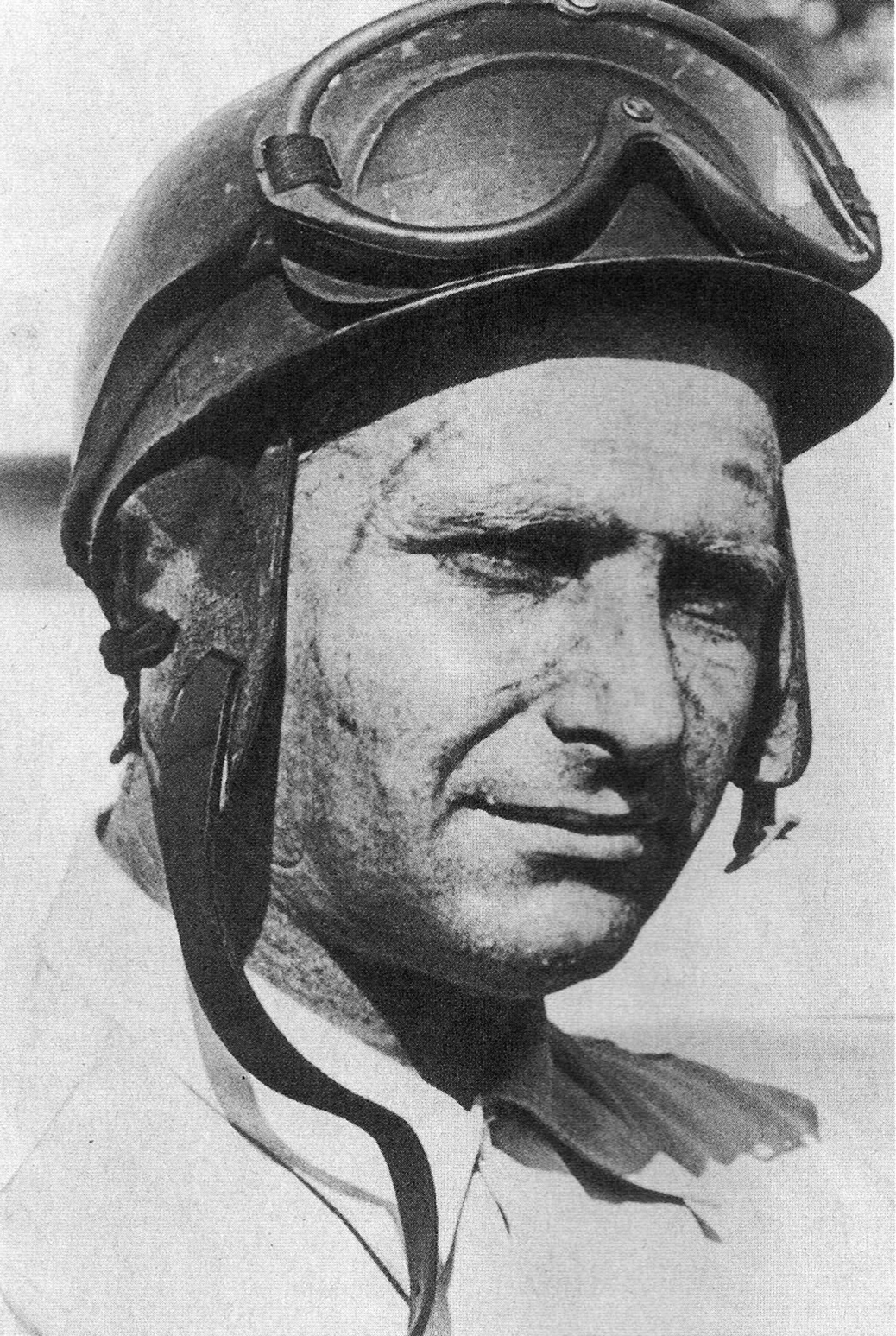
Juan Manuel Fangio

Hlavními hvězdami argentinského tenisu jsou Guillermo Vilas (vítěz Australian Open, Paříže i US Open) a Gabriela Sabatini (vítězka US Open 1990). Úspěšnými reprezentanty Argentiny v tenise jsou též David Nalbandian (vítěz Turnaje mistrů z roku 2005), Juan Martín del Potro (vítěz US Open 2009), Gastón Gaudio (vítěz Roland Garros 2004) a také argentinští debloví zabijáci Guillermo Coria a Paola Suárezová (triumfy z OH 2004 a čtyři z Roland Garros). Argentinci byli celkem pětkrát ve finále Davis Cupu, z toho jedno – v roce 2016  – vyhráli.

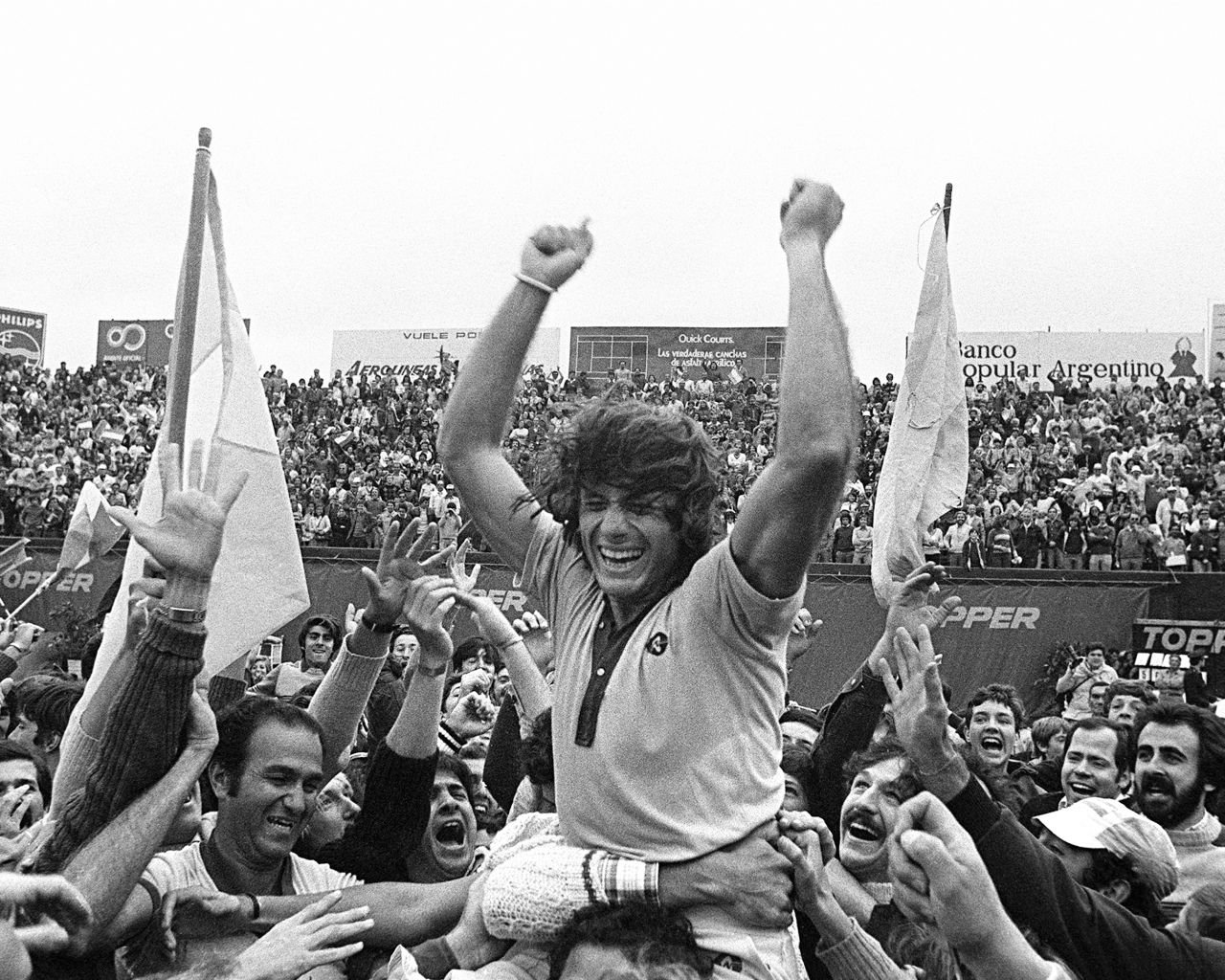
Guillermo Vilas

Ač je ragby v Argentině ještě amatérským sportem, má už přes sedmdesát tisíc registrovaných hráčů. Reprezentaci, která je mezi šestkou nejlepších na světě se přezdívá Los Pumas. Jediným cenným kovem je ale bronz z francouzského MS 2007, kde Argentina překonala domácí Francii. O bronz si poté neúspěšně zahrála ještě v letech 2015 a 2023. Hugo Porta byl jako první zástupce amerického kontinentu uveden do mezinárodní ragbyové síně slávy.
Nejznámějším argentinským pilotem formule 1 je Juan Manuel Fangio, který se v letech 1951–57 pětkrát stal mistrem světa, což bylo překonáno až roku 2003.

### Věda

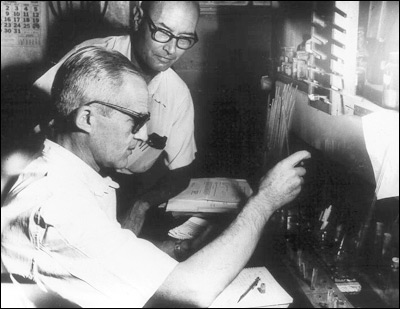
Luis Federico Leloir

Argentinci získali dosud tři Nobelovy ceny za vědu. Bernardo Houssay byl první, obdržel Nobelovu cenu za fyziologii nebo lékařství v roce 1947, za objevy mechanismů hormonální regulace hladiny cukru v krvi. Argentinský biochemik Luis Federico Leloir získal v roce 1970 Nobelovu cenu za chemii, a to za objev aktivačních cukrů a jejich funkce v biosyntéze polysacharidů. Jeho oborový kolega César Milstein je nositel Nobelovy ceny za fyziologii a lékařství za rok 1984, za výzkum imunitního systému a monoklonálních protilátek. Florentino Ameghino byl významným paleontologem, objevil okolo šesti tisíc prehistorických živočichů. Jiný argentinský paleontolog José F. Bonaparte objevil pozůstatky desítek jihoamerických dinosaurů. Do oblasti herpetologie a entomologie zasáhl Hermann Burmeister. Teoretický fyzik Juan Maldacena popsal tzv. AdS/CFT korespondenci, jež je důležitá v teorii strun. René Favaloro vynalezl aortokoronární bypass a v roce 1967 provedl jeho první úspěšné voperování do těla pacienta.

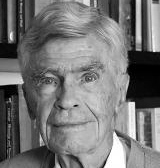
Mario Bunge

K významným představitelům humanitních a sociálních věd patří filozof vědy Mario Bunge.
V roce 1957 Argentina postavila jako první jihoamerická země jaderný reaktor a v roce 1974, znovu jako první v latinské Americe, otevřela jadernou elektrárnu: Atucha. Druhá elektrárna, Embalse, byla dokončena roku 1983. Argentina má také svůj vlastní kosmický program a vyslala do vesmíru již několik satelitů: LUSAT-1 (1990), Víctor-1 (1996) či PEHUENSAT-1 (2007). K roku 2013 měla Argentina 43 veřejných univerzit. Největší z nich je Univerzita v Buenos Aires, je také druhou největší v jižní Americe. QS World University Rankings ji roku 2017 označil za 85. nejlepší na světě. Nejstarší univerzitou v zemi je Národní univerzita v Córdobě (Universidad Nacional de Córdoba), založena byla roku 1613. Národní univerzita v La Plata (Universidad Nacional de La Plata) má největší paleontologickou sbírku v zemi.
Území argentinské Patagonie je také po desetiletí známé jako pokladnice objevů dinosauřích fosilií. K červenci 2020 je Argentina díky tomu třetím nejbohatším státem světa v počtu popsaných druhů druhohorních dinosaurů. Těch bylo k tomuto datu stanoveno 147, přičemž Argentinu v tomto směru překonává pouze Čína (308 druhů) a USA (280 druhů).